# Parcul Național Bükk
Parcul Național Bükk (în maghiară Bükki Nemzeti Park) este un parc național situat în munții Bükk, în partea de nord a Ungariei, în apropiere de Miskolc. A fost inaugurat la data de 1 ianuarie 1977, fiind al treilea parc național din țară. Suprafața totală a parcului este de 42.283,43 hectare, din care 8.138,64 hectare reprezintă „zone strict protejate”. Parcul Național Bükk este inclus în Baza de date mondială privind ariile protejate a Programului Națiunilor Unite pentru Mediu (UNEP-WCMC WDPA ID: 680).
Începând cu data de 27 martie 2024, după acordarea titlului de Geoparc Global UNESCO, Geoparcul Regiunii Bükk a fost inclus oficial în Rețeaua mondială a Geoparcurilor Naționale (Global Network of National Geoparks), care include 213 membri și acoperă 48 de țări.

## Istoric
După cum au demonstrat descoperirile arheologice din secolul trecut, oamenii trăiau în munții Bukk încă din preistorie. Arheologii au găsit unelte din perioada neanderthaliană și resturi osoase în mai multe peșteri din această zonă. În antropologie, Cultura Bükk caracterizează comunitatea densă de oameni de tip Cro-Magnon care locuiau în zona munților Bükk, de-a lungul râului Tisa și al afluenților săi din Carpații Vestici în neoliticul mijlociu, cu peste 7.000 de ani în urmă. 
De-a lungul timpului, vânătoarea și culesul au fost înlocuite cu exploatarea rocilor cu conținut ridicat de calcar și producerea varului. Lemnul recoltat în pădurile învecinate era folosit pentru încălzire, prepararea hranei, construcții sau confecționarea de unelte și articole diverse, iar mai târziu diferite minereuri au fost extrase și topite pentru a se obține metale.
În zona vârfului Istállós-kő (959 m), al doilea cel mai înalt vârf din regiunea Bükk, se află intrarea în peștera Istállós-kői, renumită pentru relicvele preistorice descoperite începând cu anul 1911. Vatra preistorică datând de aproximativ 30.000 de ani excavată aici a fost expusă în Muzeul Național Maghiar împreună cu numeroase unelte de piatră.

## Geografie
Majoritatea regiunii Bükk, spre deosebire de cea mai mare parte a Munților Centrali de Nord, nu este formată din roci vulcanice, ci din roci sedimentare marine. În partea sa cea mai înaltă, pe Podișul Bükk, ies la suprafață roci carbonatice (dolomit, calcar) formate în mezozoic. Platoul, care este înconjurat de creste care includ vârfuri ascuțite, este împărțit de pârâul Garadna în două părți, Podișul Mare și Podișul Mic. Vârfurile cele mai importante sunt:
- Déli-Bükk (partea sudică): Imó-kő, Fehér-kő,
- Északi-Bükk (partea nordică): Odvas-kö, Látó-kö, Örvény-kö (773 m), Pes-kö, Tar-kö și Buzgókő,
- Ablakoskő: o „nervură” masivă de calcar cu o „fereastră” spre Valea Ablakoskő,
- Istállós-kő: al doilea cel mai înalt vârf din regiunea Bükk (959 m).

Pe suprafețele calcaroase și sub acestea s-au format diverse forme carstice (peșteri, gropi, doline etc.). La poalele munților, izvoarele carstice au dus la apariția unor formațiuni de tuf calcaros, caracteristice fiind văile și defileurile.
Parcul Național Bükki include peste 1.100 de peșteri, dintre care 52 sunt strict protejate. Aici se află cea mai adâncă peșteră din țară, peștera Minerului (în maghiară Bányász-barlang) de 275 de metri adâncime, dar și a doua cea mai adâncă (254 de metri), peștera István-lápa (în maghiară István-lápai-barlang). De asemenea, puncte de interes sunt peștera Anna și peștera Szent István din Lillafüred, peștera Izvorului din Miskolctapolca, precum și peșterile Szeleta și Balla, renumite pentru relicvele din preistorie descoperite aici.
În zona Bükk există doar câteva lacuri mici, dintre care majoritatea sunt artificiale. Lacurile de origine naturală sunt sezoniere, putându-se forma în bazinele hidrografice individuale atunci când debitul de apă depășește capacitatea de absorbție (Fekete-sár-rét, Nagy-mező). Izvoarele și pâraiele din regiune sunt caracterizate de debite relativ mari. Un reper turistic important este cascada Fátyol („Voalul”), cu o înălțime de 17 metri, formată la trecerea pârâului Szalajka peste 18 terase („trepte”) de tuf calcaros. 

## Climă
În munții Bükk, temperatura medie anuală este de doar 7-8 °C, iar în cele mai înalte părți ale platoului Bükk este și mai mică, de doar 6 °C. Datorită influenței continentale semnificative, iernile sunt reci, temperatura medie în ianuarie fiind de −4 °C. Primele valori negative ale temperaturii apar la începutul lunii octombrie, dar perioada de îngheț poate dura până la sfârșitul lunii aprilie. Verile sunt caniculare, iar furtunile sunt frecvente la începutul lunii iulie și la sfârșitul lunii august. Continentalitatea afectează și distribuția precipitațiilor anuale. Pot fi observate două maxime de precipitații, una la începutul verii și una toamna. Cantitatea medie anuală de precipitații este de 600-700 mm, mai ridicată pe Podișul Bükk, de 800 mm. În ciuda precipitațiilor relativ abundente, lanțul montan este sărac în ape curgătoare și stătătoare, apa subterană iese la suprafață sub formă de izvoare carstice la marginea zonelor calcaroase. Clima zonelor de la poalele dealurilor orientate spre Câmpia Panonică este uscată și caldă, în timp ce platoul central și văile defileului au o climă rece și umedă. Chiar și în mijlocul verii, pe dealurile de pe platou se pot înregistra temperaturi sub 0 °C.

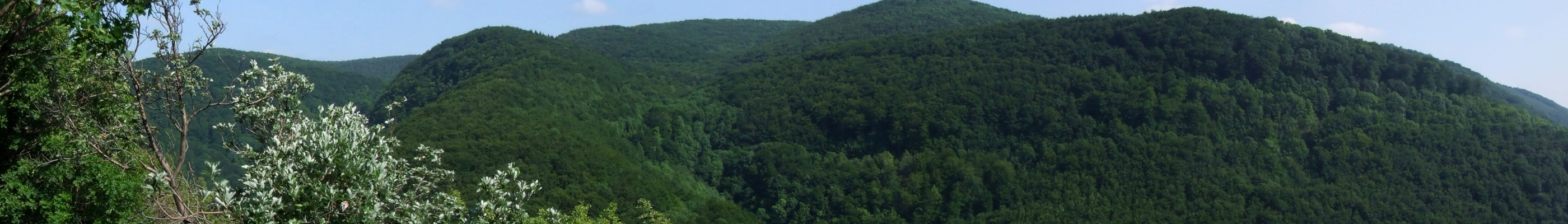
Vedere panoramică a lanțului montan Bükk

## Floră și faună
Crearea Parcului Național Bükk, cel mai mare parc național din Ungaria, a fost motivată în principal de condițiile geologice ale lanțului montan omonim. Aici s-au acumulat diversele sedimente marine din antichitatea geoistorică. Pe diversele roci s-au format o varietate de soluri. În habitatele cu microclimate unice, datorate formelor de relief diverse, se dezvoltă specii carpatice, mediteraneene și de altitudine, inclusiv numeroase specii relicte.
Floră
94% din suprafața parcului este acoperită de păduri, 40% dintre acestea având vârste de peste 80 de ani. Suprafața acoperită de păduri cu vârste de peste 150 de ani depășește 1.000 de hectare, iar cea acoperită de păduri virgine, unde nu a existat nicio intervenție umană de la începutul istoriei omenirii, depășește 4.000 de hectare. Unul dintre cele mai interesante locuri din parc este Pădurea Veche (în maghiară Őserdő), ai cărei cei mai bătrâni arbori (fagi) au vârste de peste 200 de ani. Pe teritoriul său nu se mai desfășoară activități de silvicultură de mai bine de 150 de ani, chiar și accesul turiștilor fiind interzis. Dimensiunea suprafeței forestiere protejate este de 40.472 hectare, dintre care 6.622 hectare reprezintă rezervații forestiere. 
Pe platoul Bükk, la altitudini de 700-850 de metri, se găsesc păduri de fagi uriași (Aconito-Fagetum silvaticae). La altitudini inferioare, în pădurile submontane de fag (Melitti și Melico-Fagetum silvaticae) care înconjoară zonele acoperite cu fagi uriași, modificarea compoziției vegetației este evidentă. Pe lângă fag, apar și alte specii de foioase, precum frasinul (Fraxinus excelsior) și carpenul (Carpinus betulus). Specii protejate sunt comunitățile de fagi de stâncă (Seslerio-Fagetum, Epipactici-Fagetum) care cresc pe versanții nordici stâncoși abrupți, din roci dolomitic-calcaroase și pe grohotișuri, formate din arbori pierniciți, noduroși, care sunt importante pentru multe specii rare și relicte glaciare locale, precum ciulinul galben (Cirsium erisithales), ceapa de munte (Allium victorialis) și murul de piatră (Rubus saxatilis). Tot în aceste zone se găsește o specie rară de orhidee, papucul doamnei (Cypripedium calceolus),
Cel mai întâlnit tip de pădure mixtă de pe versanții abrupți calcaroși, cu expunere sudică și vestică, este pădurea de tei-frasin (Tilio-Fraxinetum), formată în principal din frasini (Fraxinus exscelsior), tei cu frunza mică (Tilia cordata) și tei cu frunza mare (Tilia platyphyllos). La poalele arborilor se găsesc arbuști precum alunul (Coryllus avellana) și cornul (Cornus mas). Pe cei mai abrupți versanți vestici se întâlnesc pete sporadice de pădure relictă de tei (Tilio-Sorbetum), foarte bogată în specii relicte subalpine, una dintre acestea fiind Cimicifuga europaea, aparținând subfamiliei Ranunculoideae, care în Ungaria se găsește doar în munții Bükk.
În jurul pădurilor de fagi, în zonele joase, de sub 450 de metri altitudine, se întâlnește cel mai răspândit habitat forestier din Ungaria, pădurile de cer (Quercetum petreaeae-cerris).

Păduri din Parcul Național Bükk
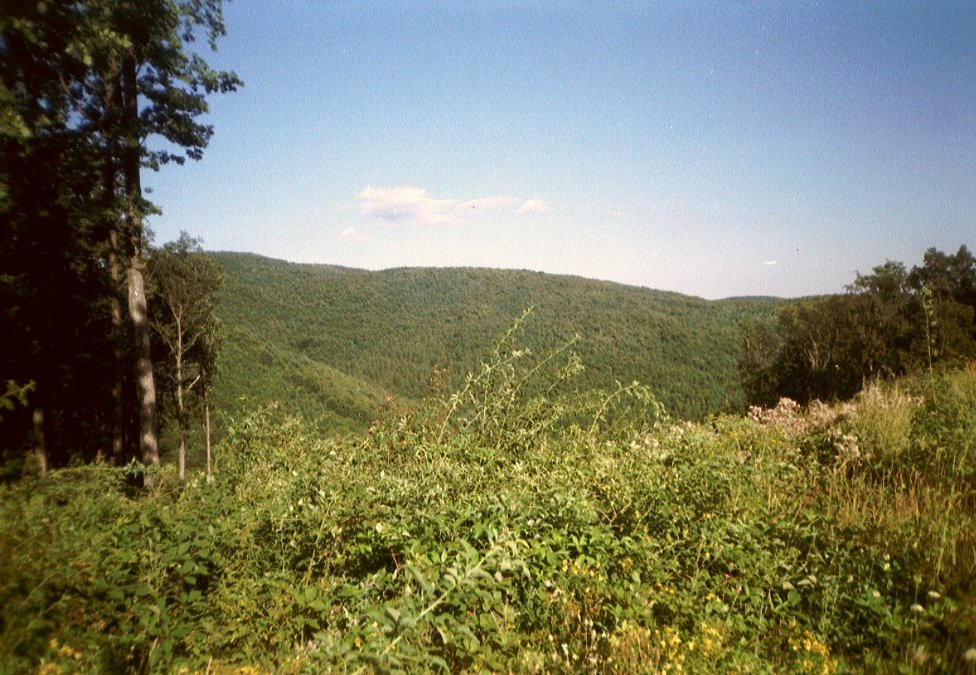
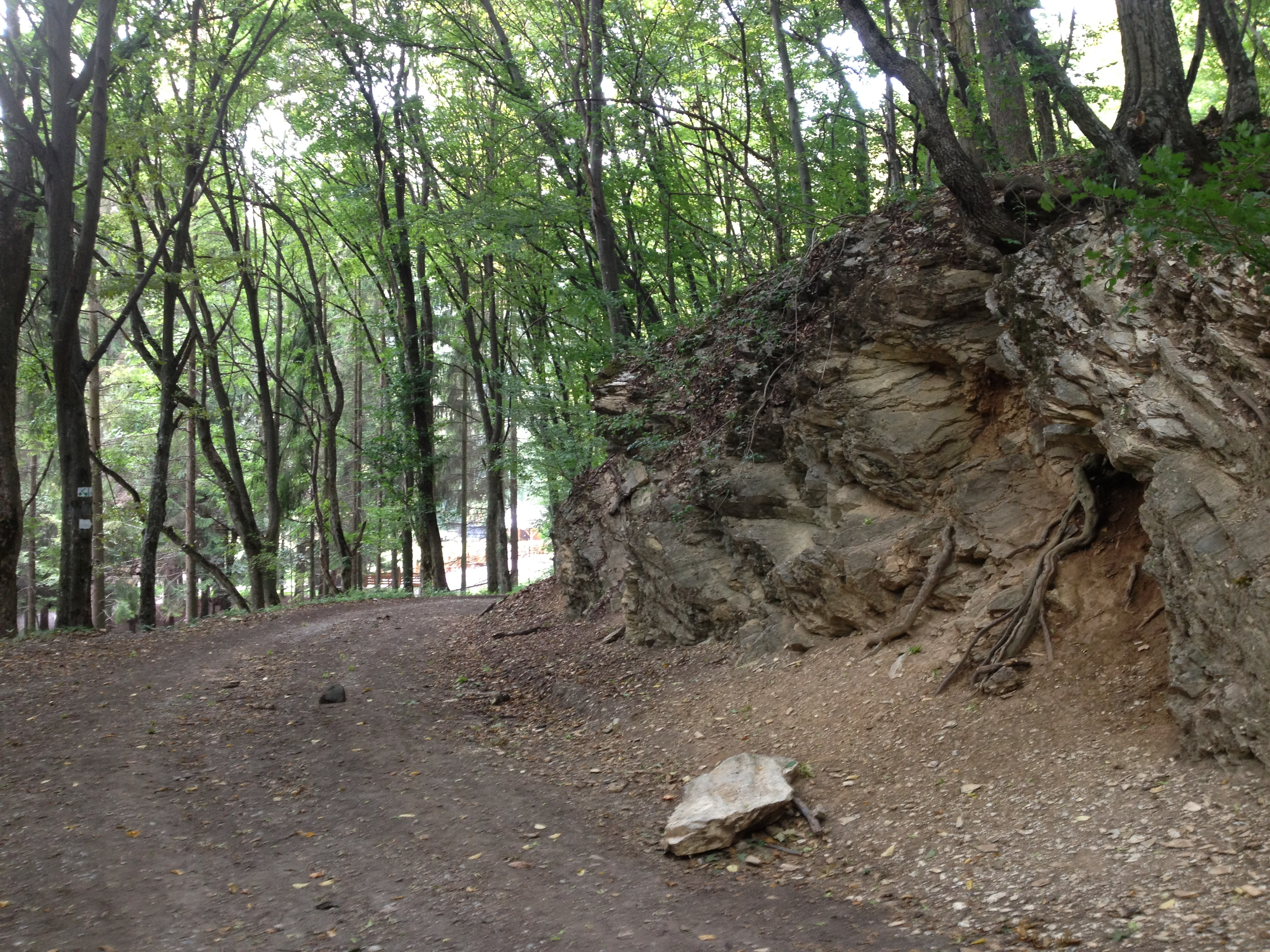
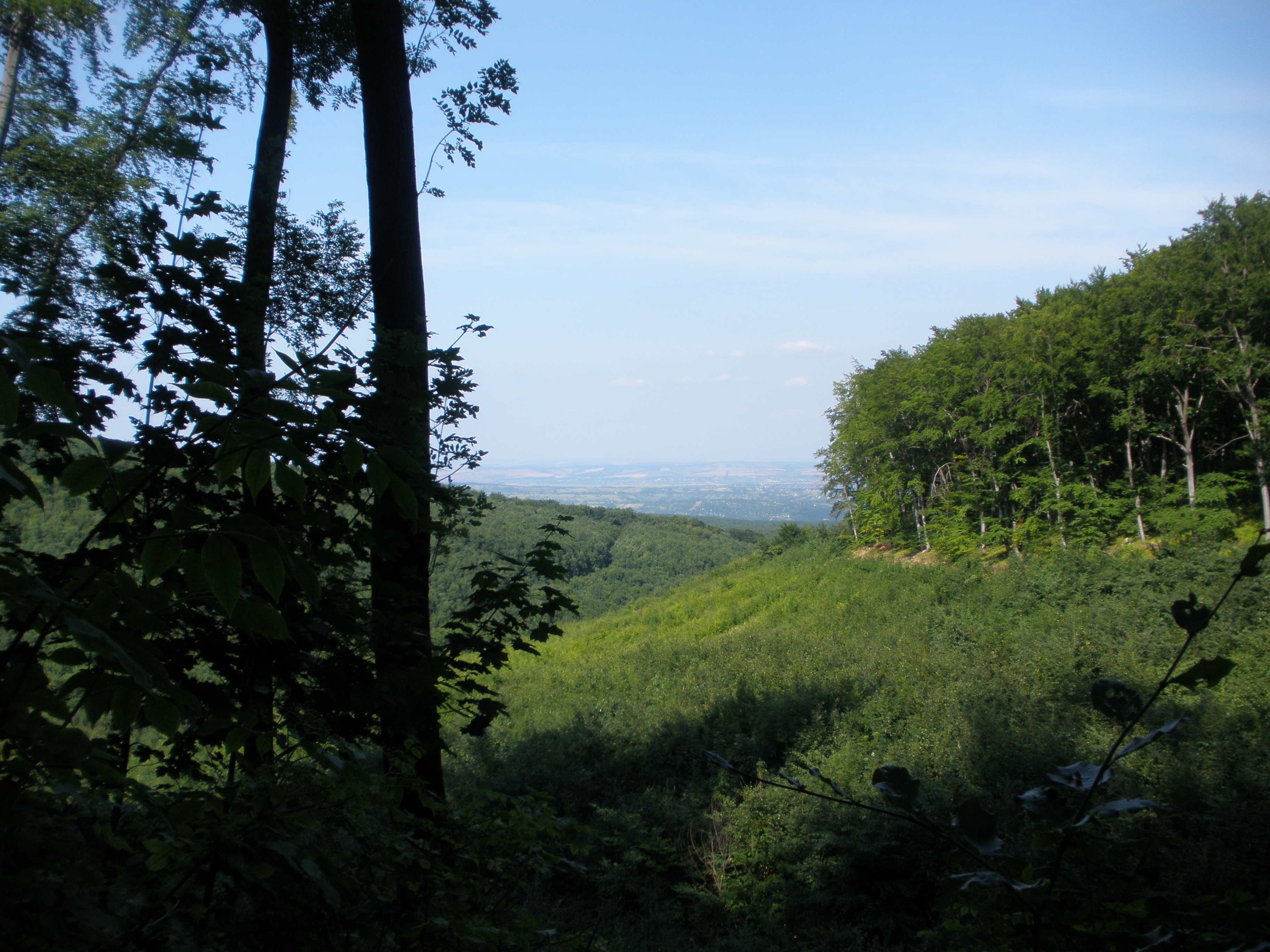
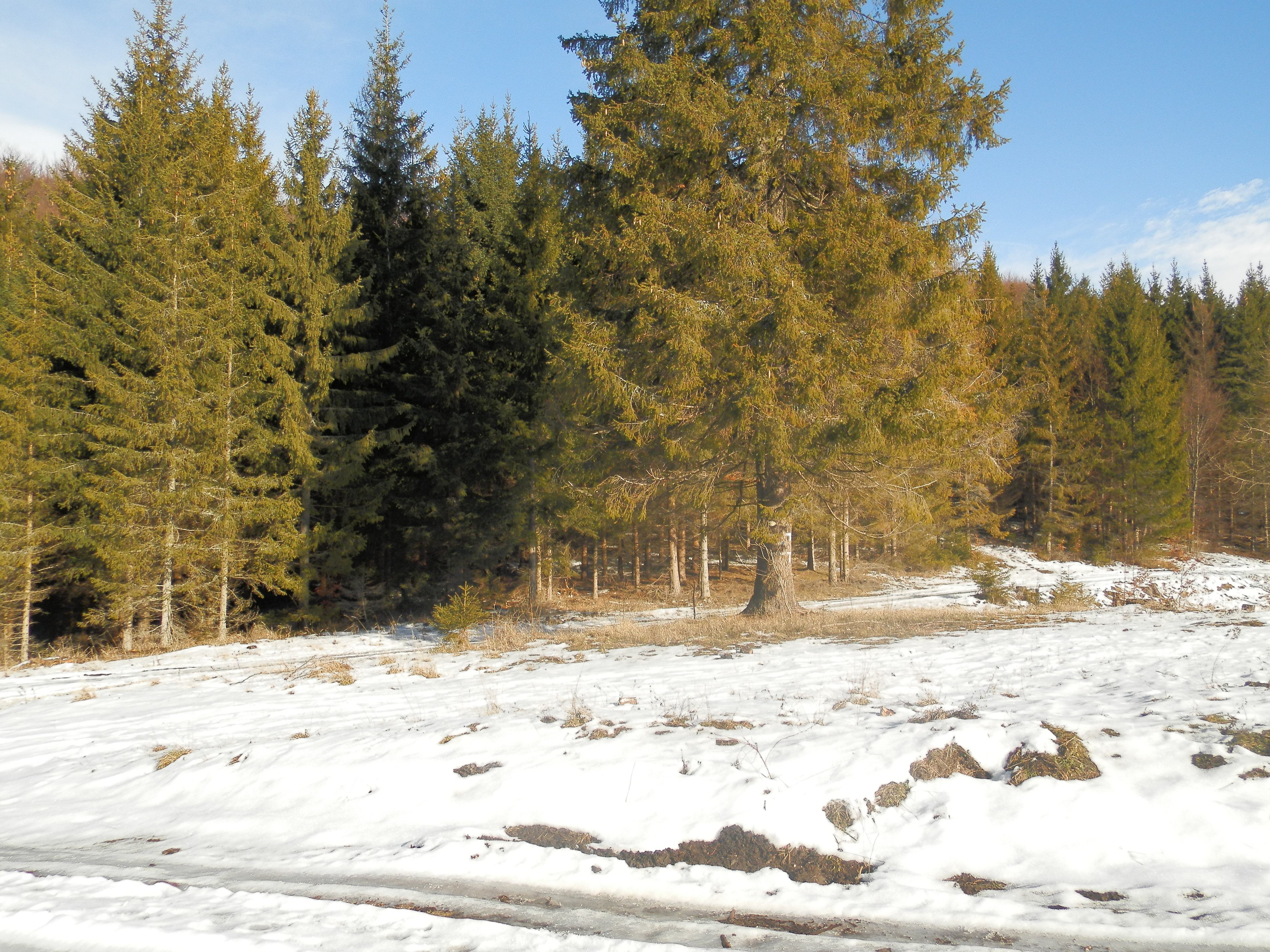
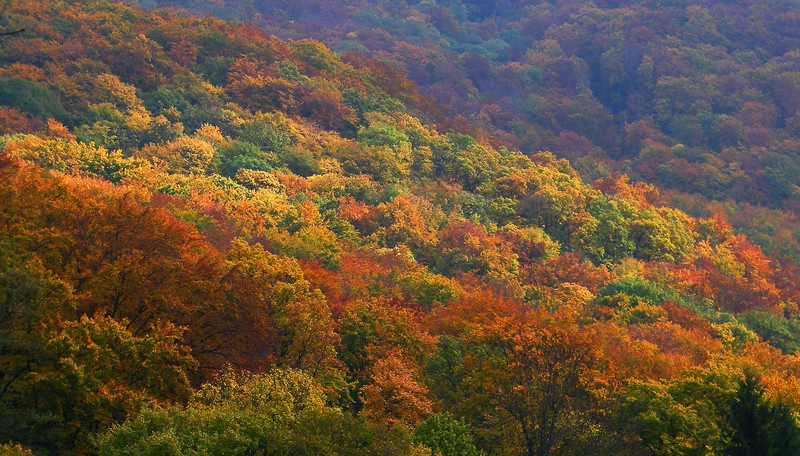

Pe stâncile de calcar însorite ale crestei Belkö-hegy, în locuri ferite de vânt, două specii terțiare care necesită căldură au supraviețuit ultimei glaciațiuni, menta balcanică (Micromeria thymifolia), care se găsește doar în regiunea calcaroasă submediteraneană a Peninsulei Balcanice și aerelul lui Sadler (Ferula sadleriana).
Vegetația subalpină care provine din era glaciară este evidențiată de speciile care au supraviețuit pe versanții nordici abrupți și în defileurile răcoroase ale munților Bükk. Relictele alpine ale Bükkului sunt viola galbenă (Viola biflora), endemică în Ungaria, gâscarița (Arabis alpina), ochii șoricelului (Saxifraga adscendens), iarba albăstruie (Sesleria albicans), curpenul de munte (Clematis alpina) și o specie de garofiță (Dianthus plumarius subsp. praecox). Relictele postglaciare, ca și celelalte plante relicte, sunt specii rare, strict protejate. Printre acestea se numără o specie de Ranunculaceae (Cimicifuga europaea) și o specie de Dracocephalum (Dracocephalum ruyschiana) care înfloresc pe grohotișurile înghețate de pe platoul Bükk. Sunt cunoscute și două specii endemice, specifice munților Bükk, Hesperis vrabelyiana și Sesleria hungarica, care formează vegetația de pe rocile de dolomit și calcar.

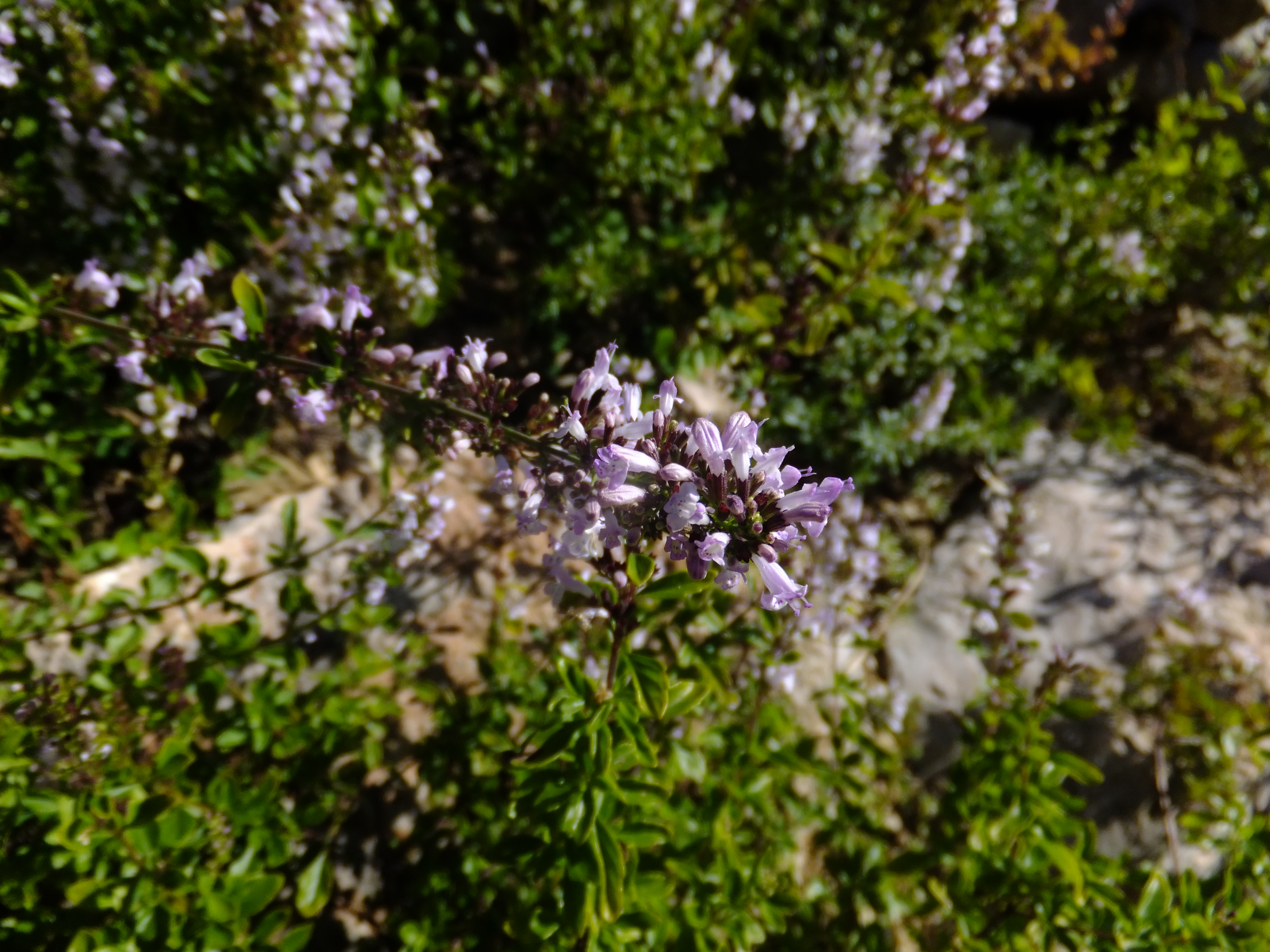
Mentă balcanică (Micromeria thymifolia)
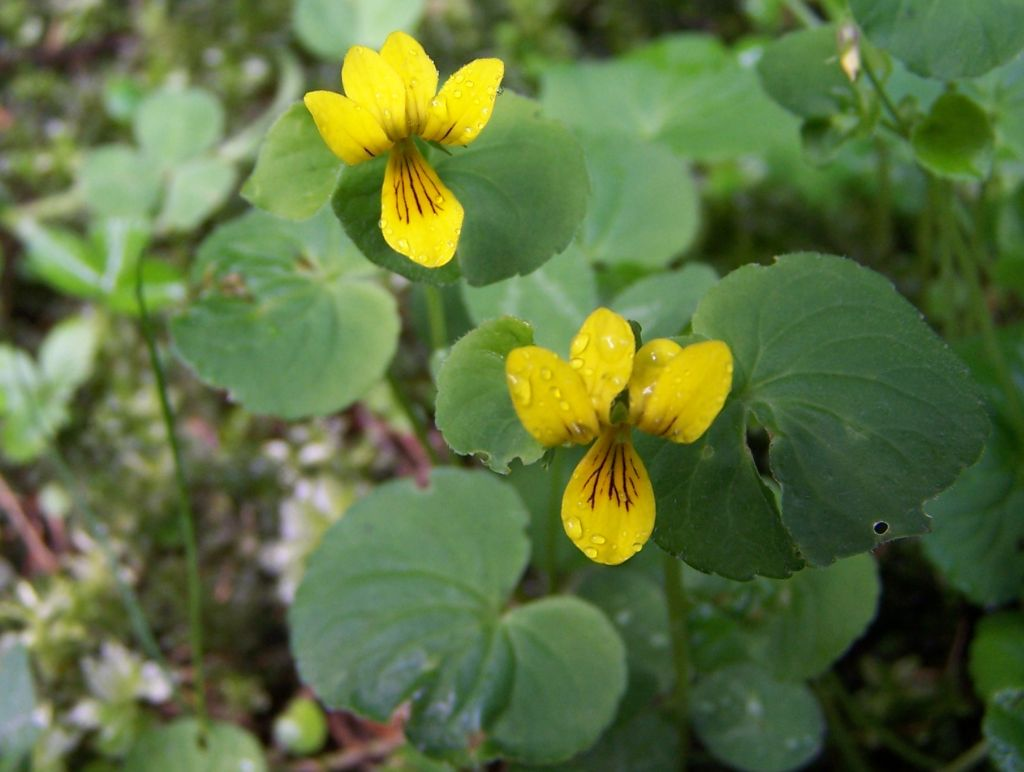
Violă galbenă (Viola biflora)
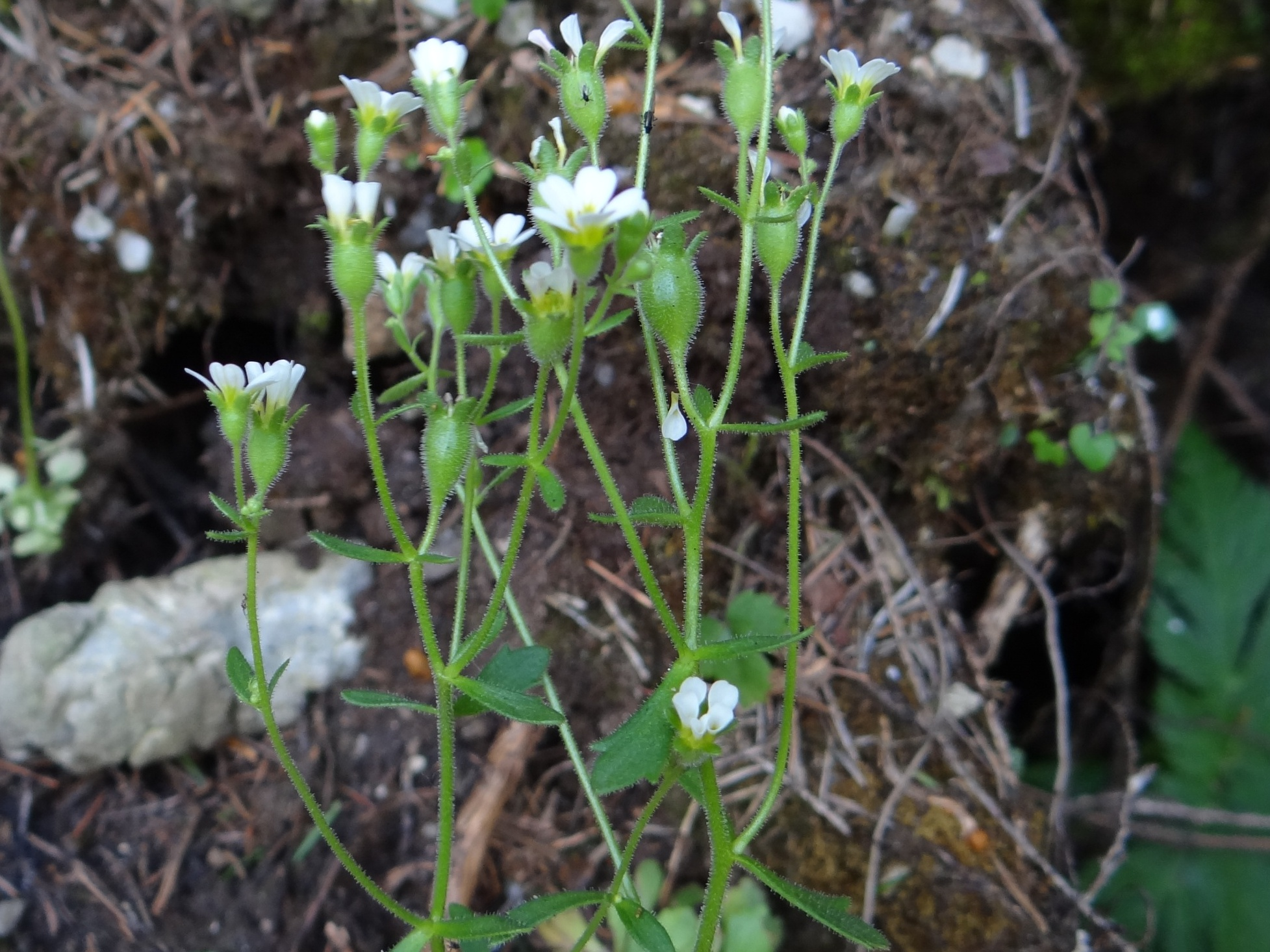
Ochii șoricelului (Saxifraga adscendens)
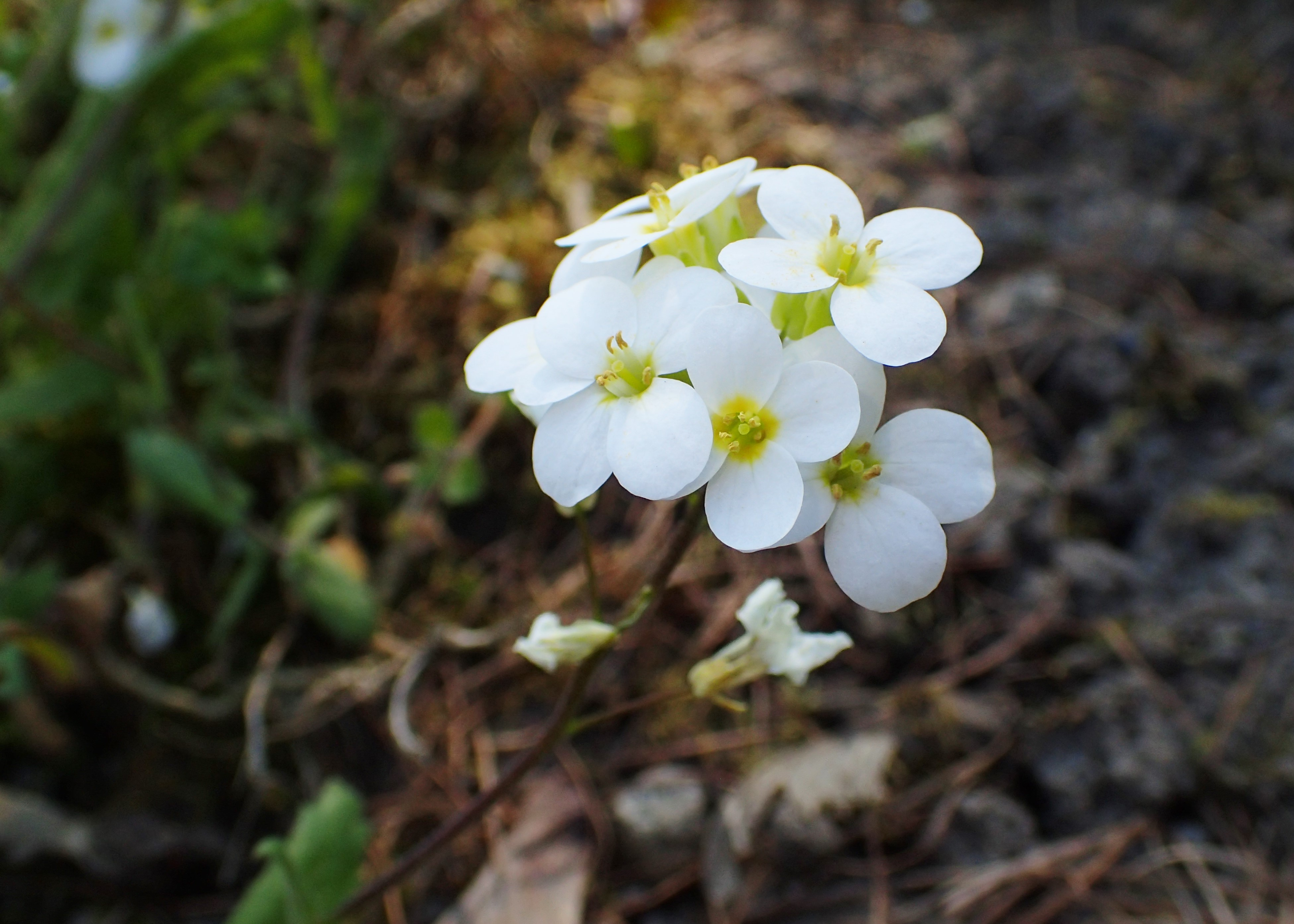
Gâscariță (Arabis alpina)
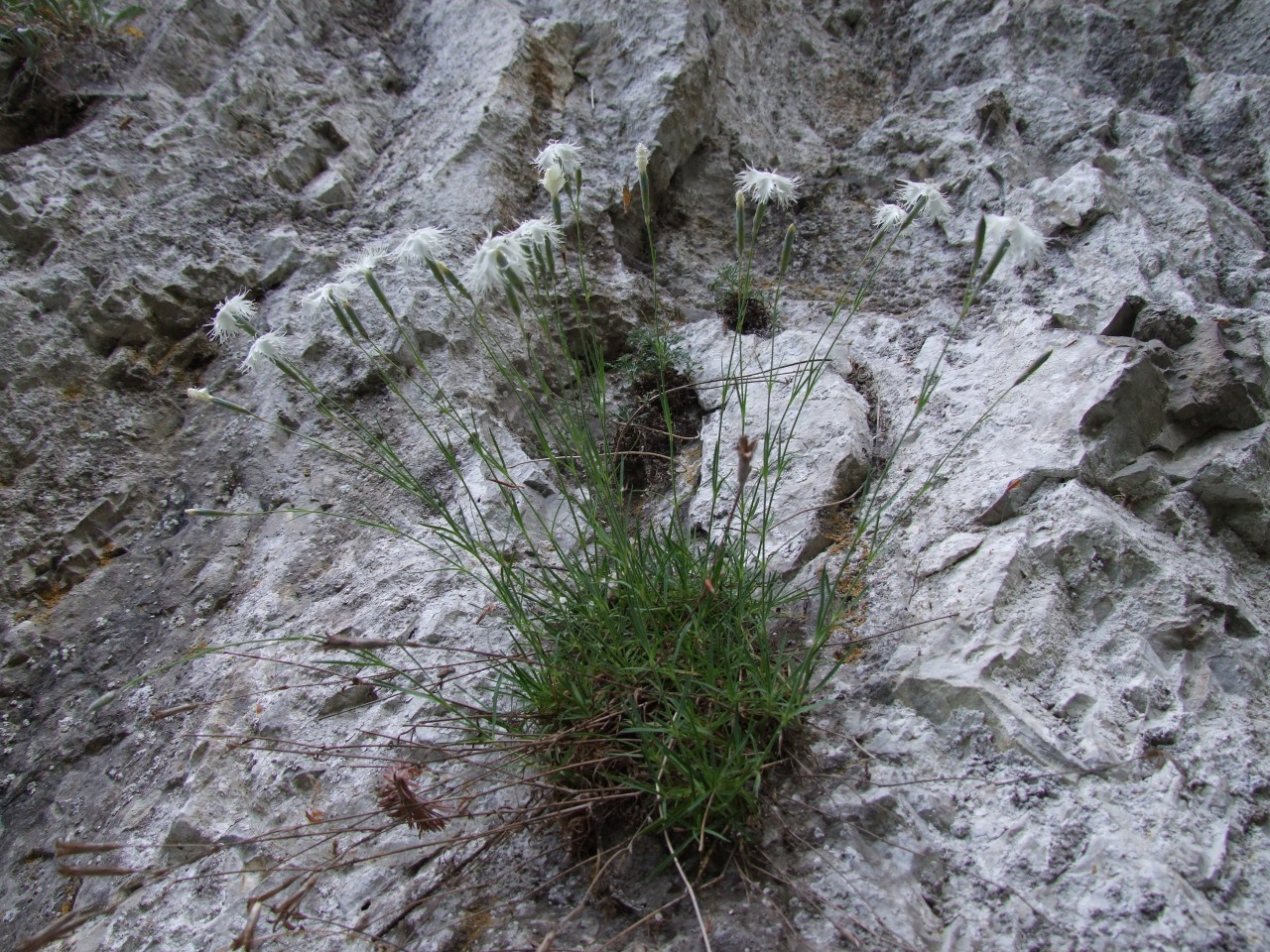
Garofiță
(Dianthus plumarius subsp. praecox)

Pe platoul Bükk, la altitudini de 700-850 de metri, în zona pădurilor de fag, se întâlnește vegetație specifică zonei carpatice, precum două specii de Aconitum (Aconitum moldavicum și Aconitum gracile), dar și unele specii caracteristice de ierburi, precum pecetea lui Solomon (Polygonatum verticillatum), o subspecie de Senecio (Senecio nemorensis subsp. fuchsii) sau salata iepurelui (Prenanthes purpurea). Pajiștile colorate acoperite de păiuș roșu (Festuca rubra-Cynosoretum) și păiușul oilor (Festuca ovinae-Nardetum) găzduiesc numeroase plante rare, printre care se numără limba cucului (Botrychium multifidum).
În zonele submontane se găsesc mai multe specii de ierburi, precum vinarița (Asperula odorata), o specie de rogoz (Carex pilosa), iarba moale (Rabelera holostea), piciorul caprei (Aegopodium podagraria) și mărgica (Melica uniflora).

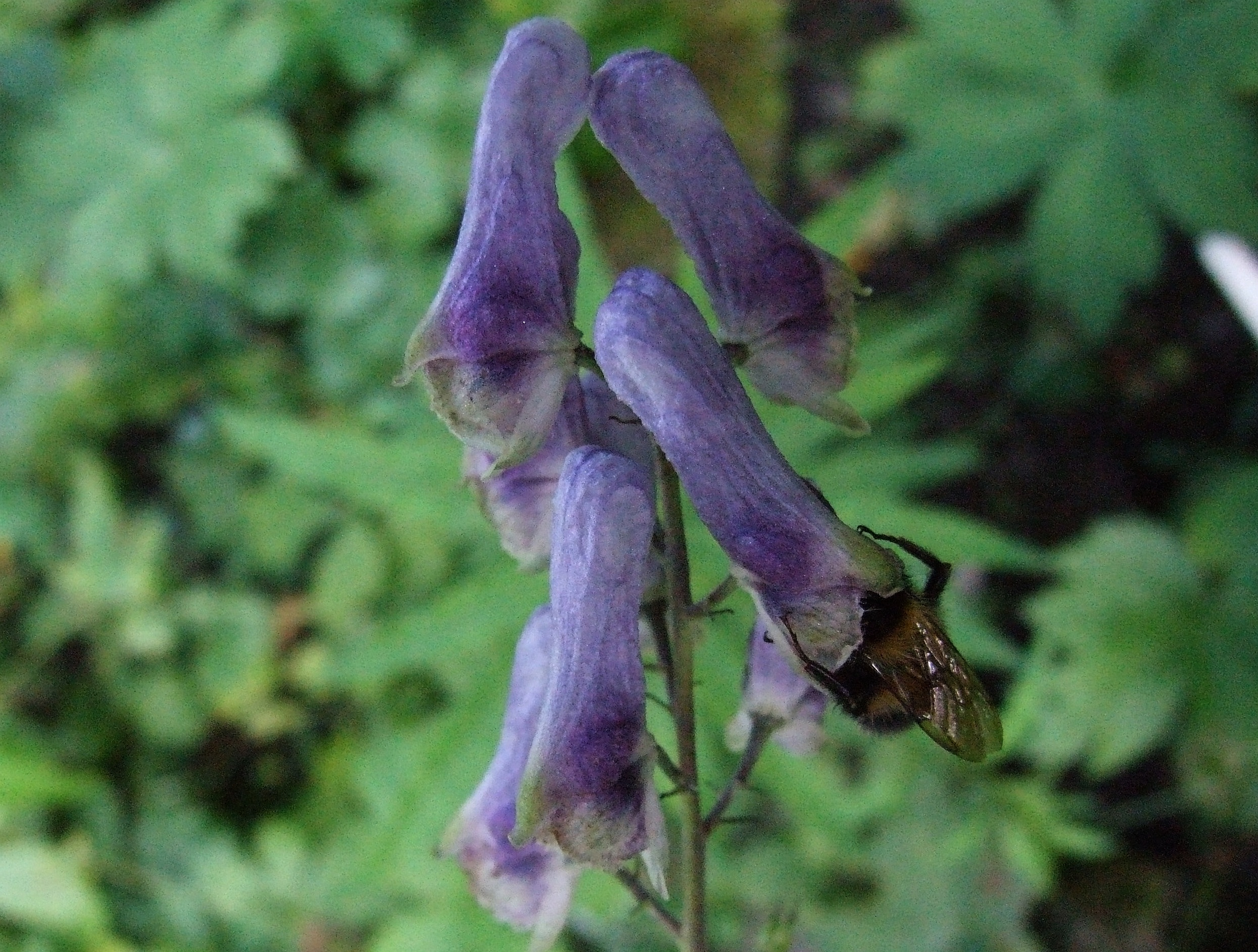
Aconitum (Aconitum moldavicum)
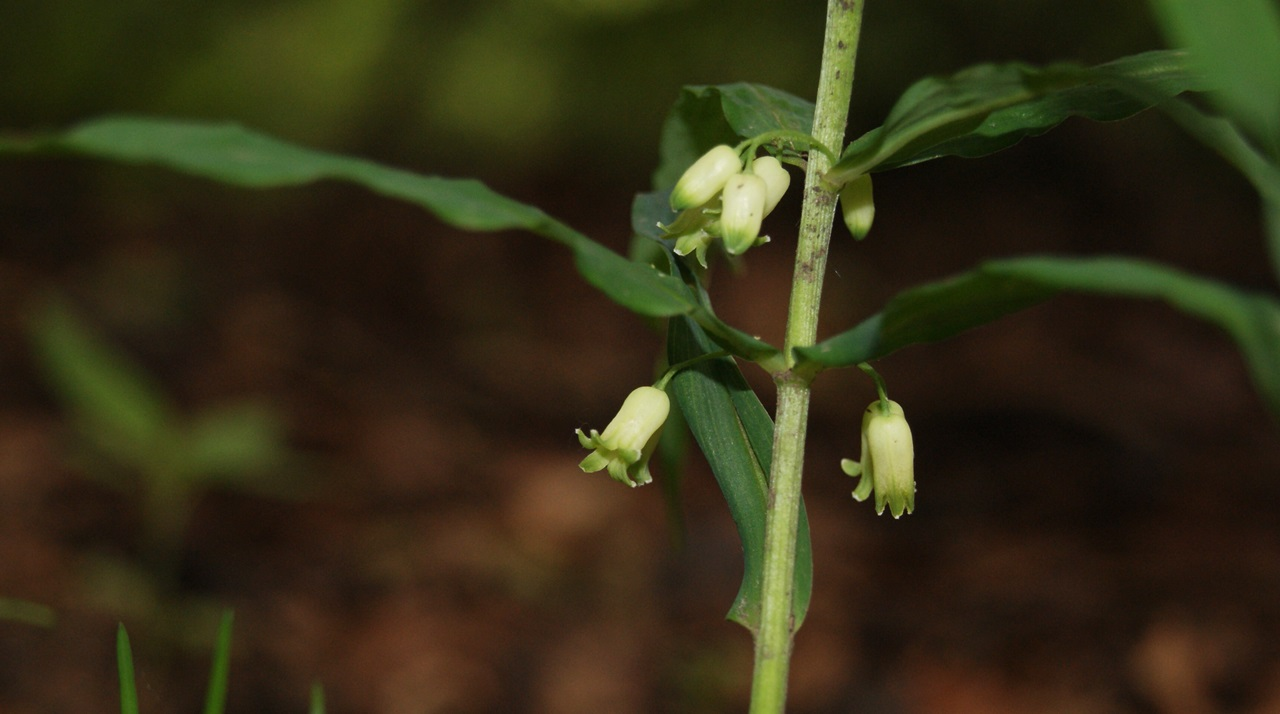
Pecetea lui Solomon (Polygonatum verticillatum)
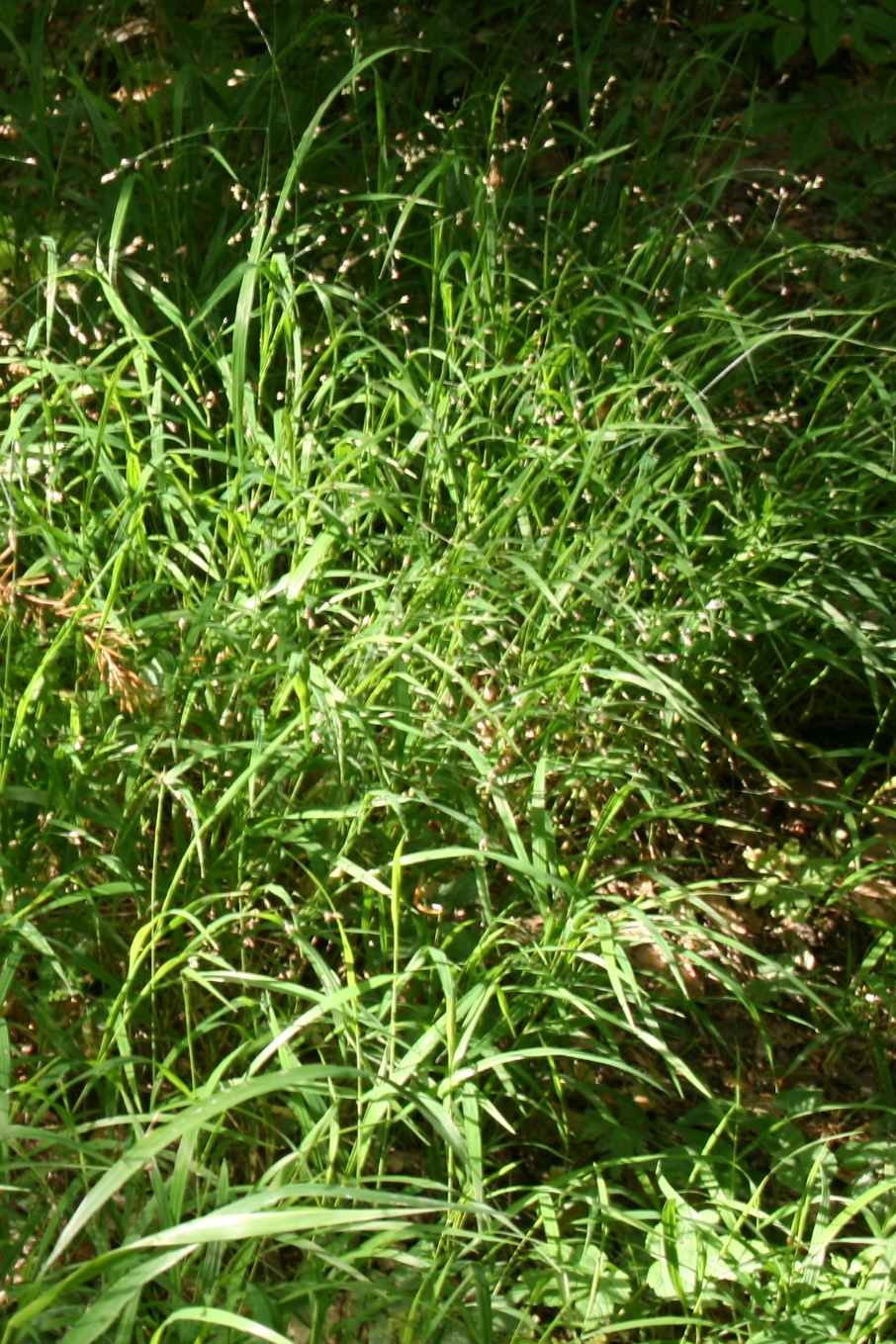
Mărgică (Melica uniflora)
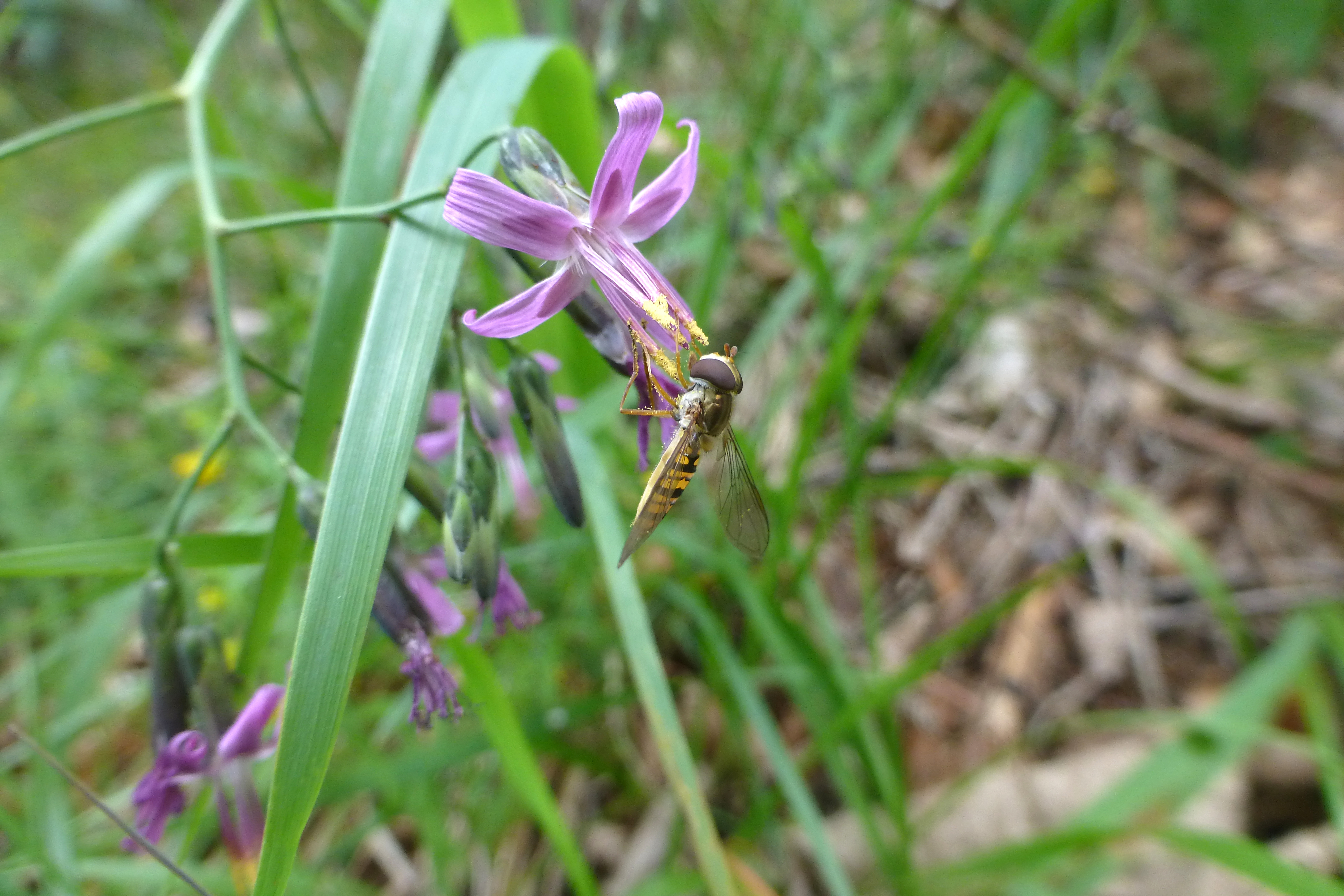
Salata iepurelui (Prenanthes purpurea)
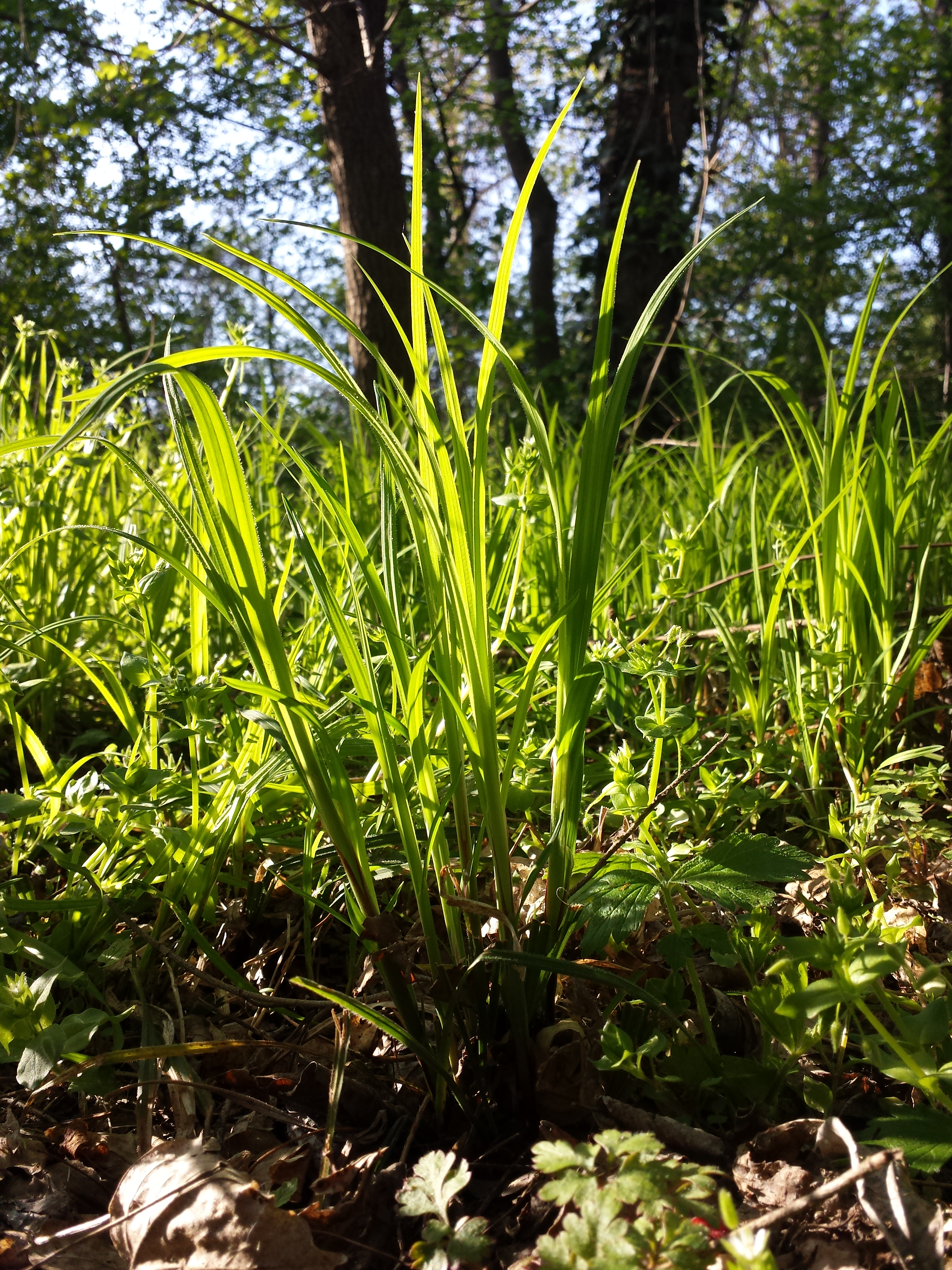
Specie de rogoz (Carex pilosa)
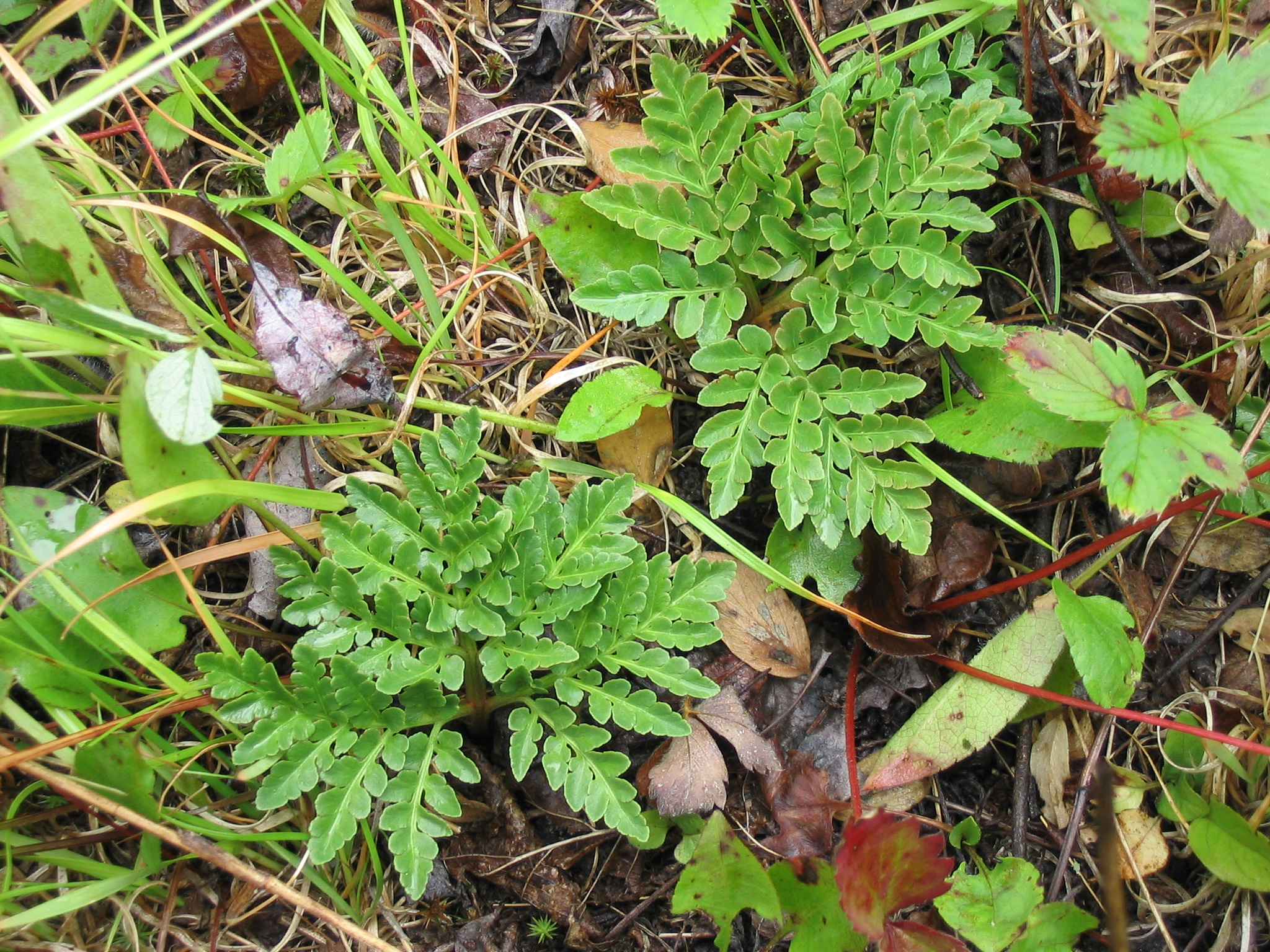
Limba cucului
(Botrychium multifidum)

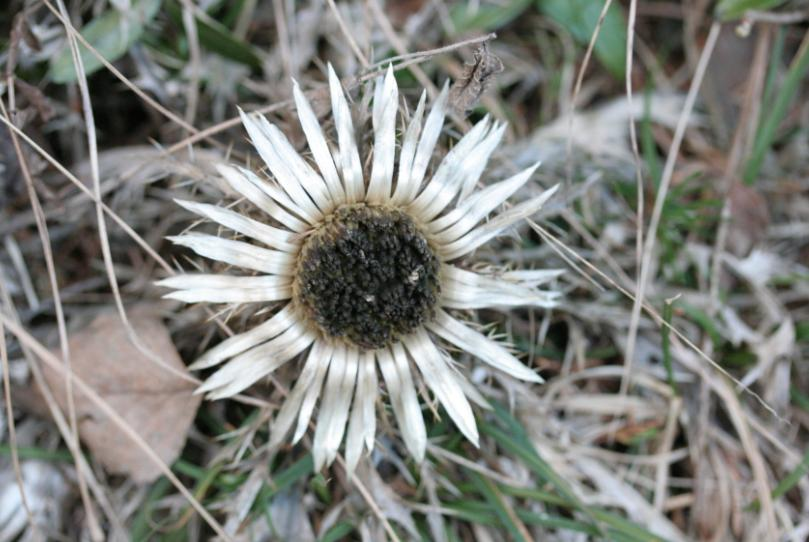
Ciurul zânelor (Carlina acaulis) simbolul Parcului Național Bükk

Vegetația prezentă în defileurile adânci și cu pereți abrupți este reprezentată de asmățuiul de munte (Anthriscus nitidus), care preferă solul bogat în humus și azot de pe fundul văilor. În Ungaria, singurele locuri unde se regăsește viola galbenă (Viola biflora) sunt grohotișurile umede și reci din valea Leány. Alte specii caracteristice sunt pana zburătorului (Lunaria rediviva) și feriga limba cerbului (Phyllitis scolopendrium).
În zonele cele mai joase, de sub 450 de metri altitudine, se întâlnesc ghiocelul (Galanthus nivalis), brebenelul (Corydalis cava) și o specie de Scilla (Scilla drunensis). În pădurile de fag se regăsește spânzul comun (Helleborus purpurascens), pe solurile mai acide iarba albastră de pădure (Poa nemoralis), în timp ce în zonele cu conținut foarte redus de calcar este răspândită iarba albă de pădure (Luzula luzuloides).
Flora diversă include și alte specii rare precum crinul portocaliu (Lilium bulbiferum) sau ciurul zânelor (Carlina acaulis), planta emblematică a parcului național, dar și 53 de specii de orhidee.

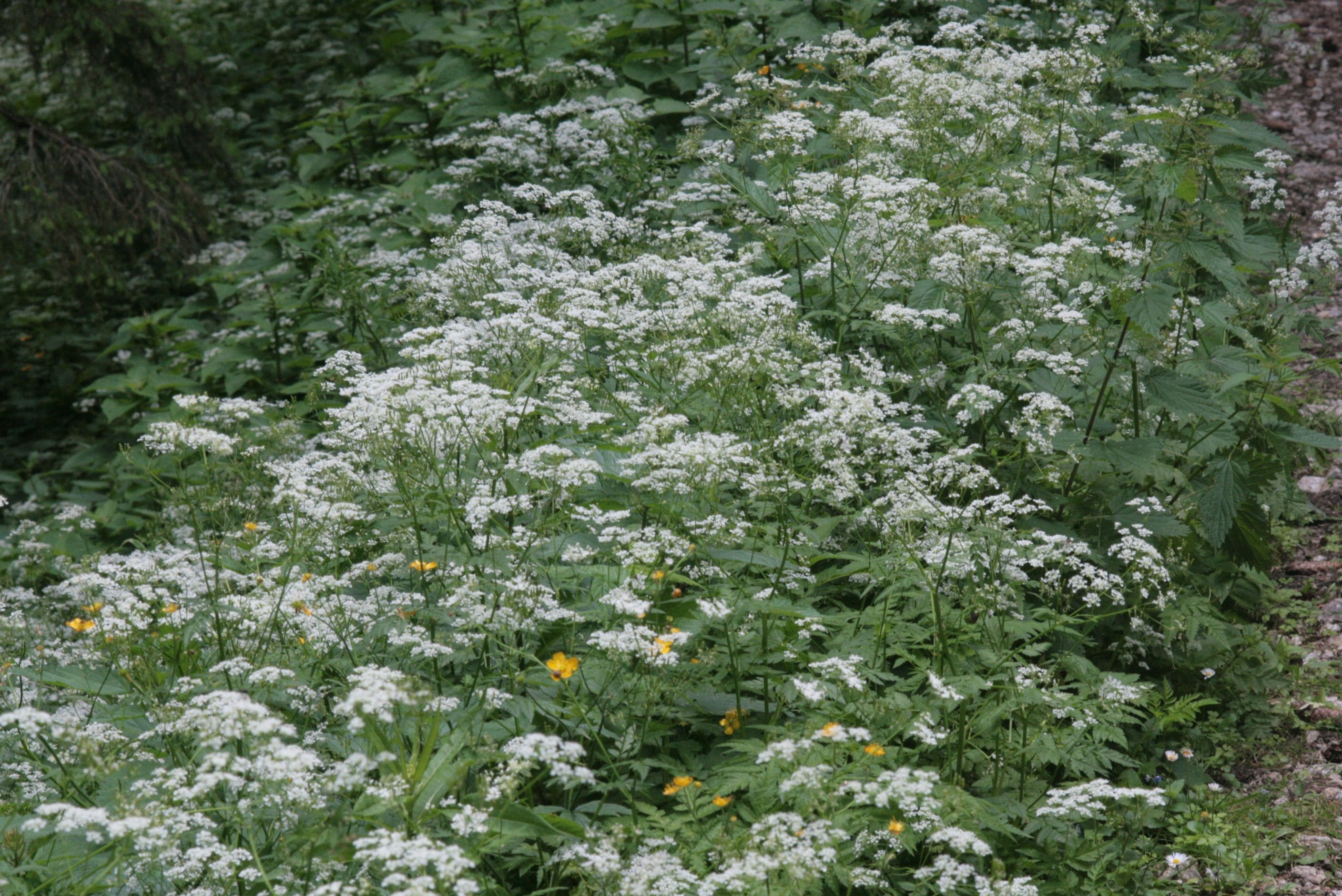
Asmățui de munte (Anthriscus nitidus)
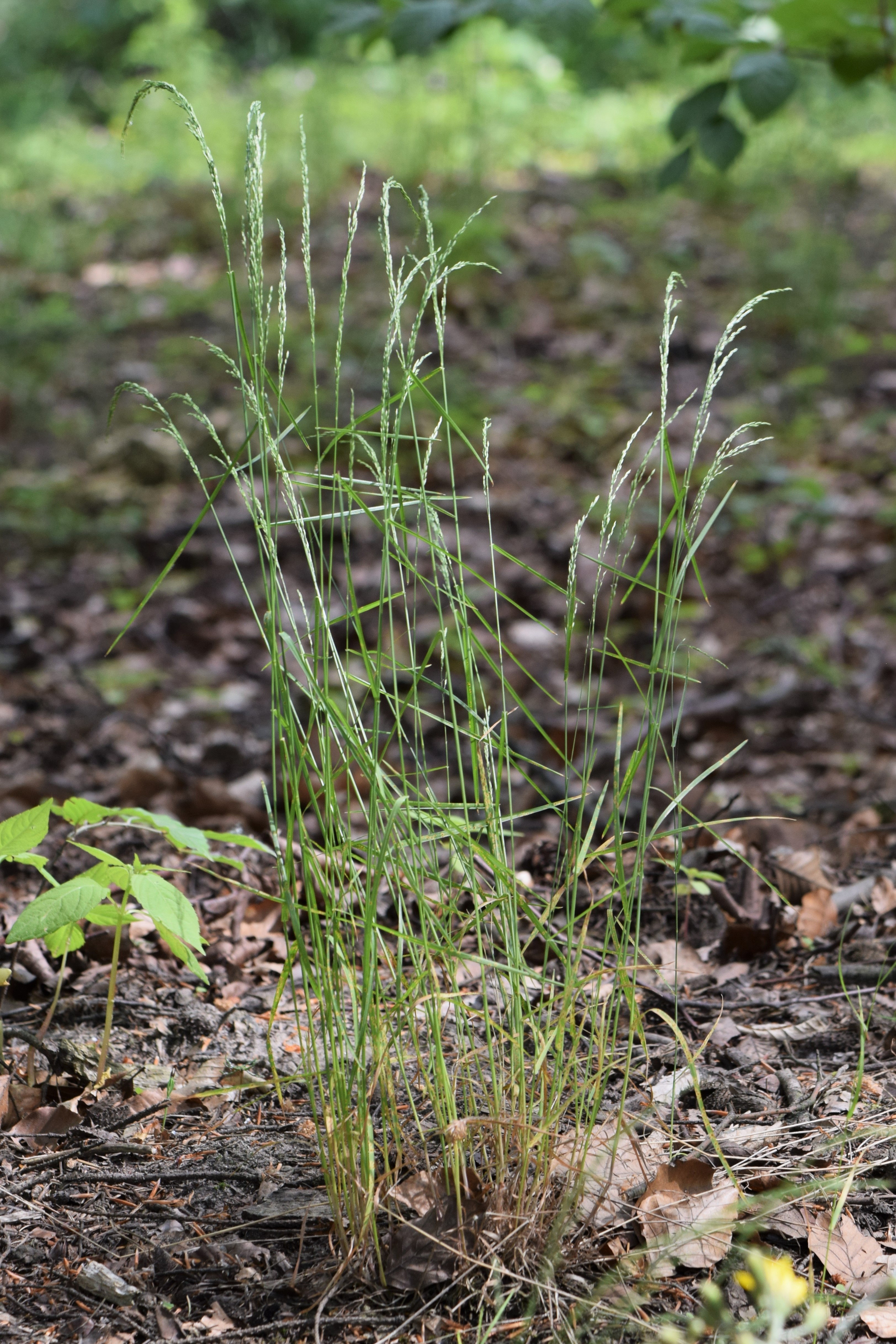
Iarbă albastră de pădure (Poa nemoralis)
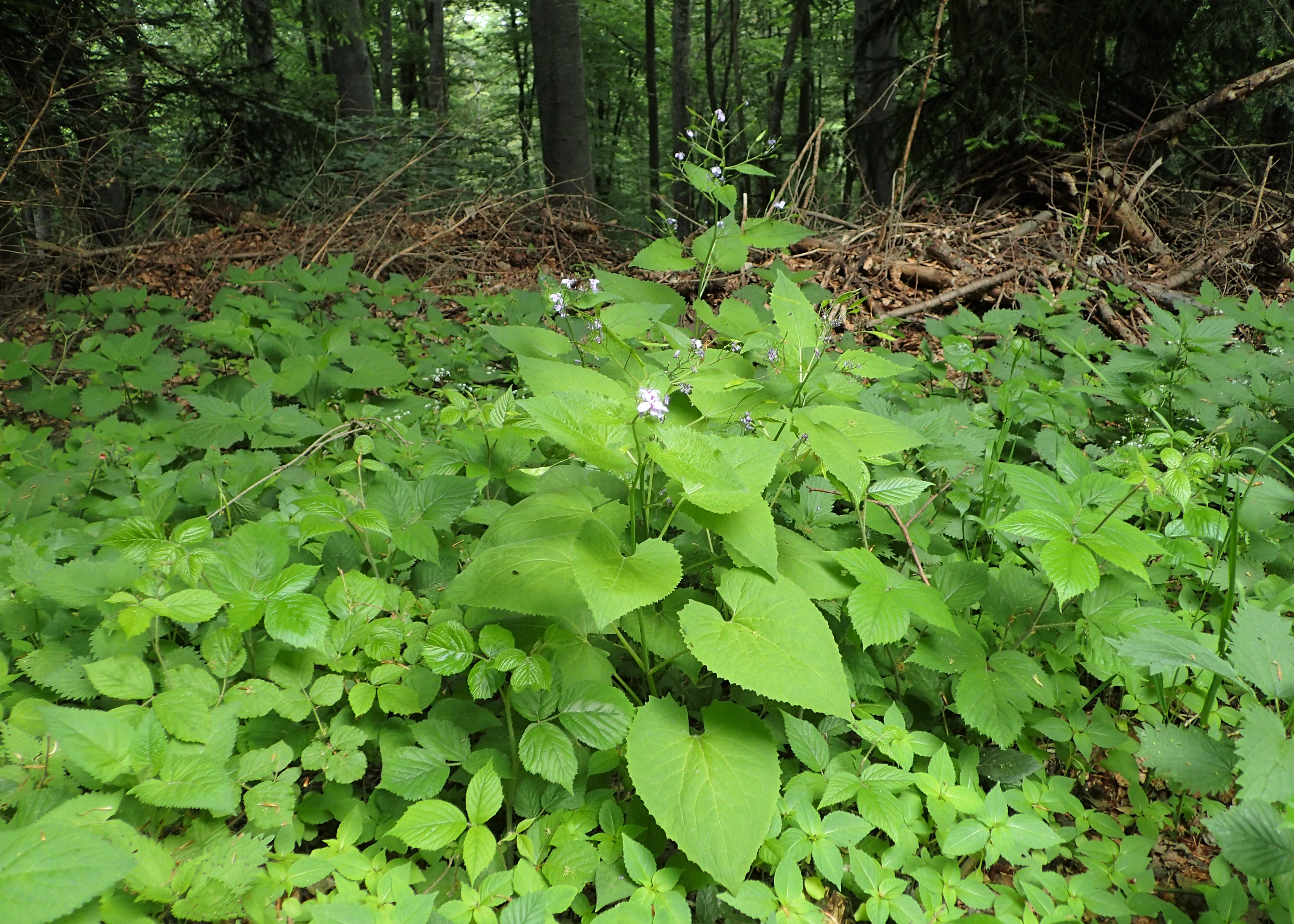
Limba cerbului (Phyllitis scolopendrium)
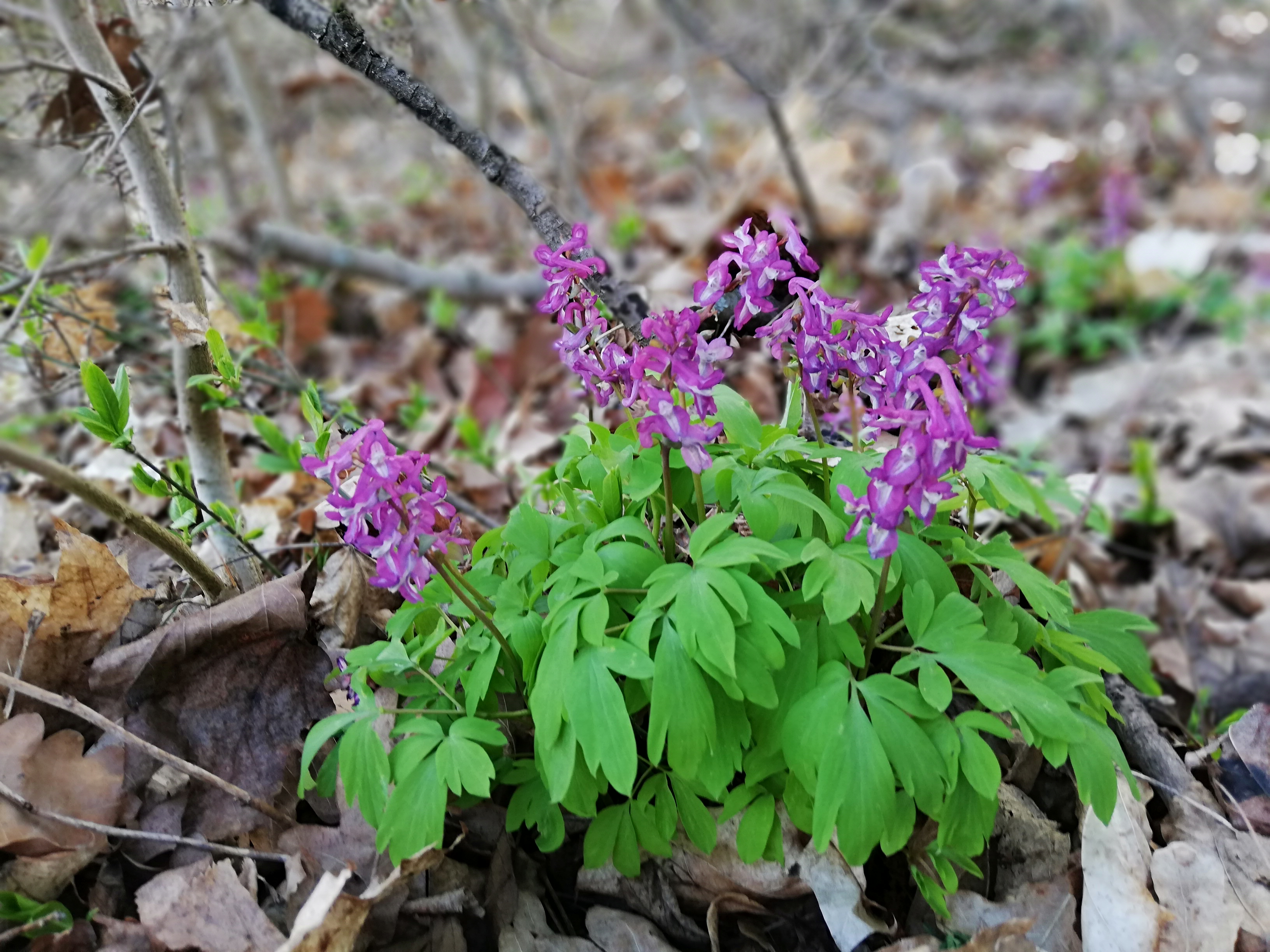
Brebenel (Corydalis cava)
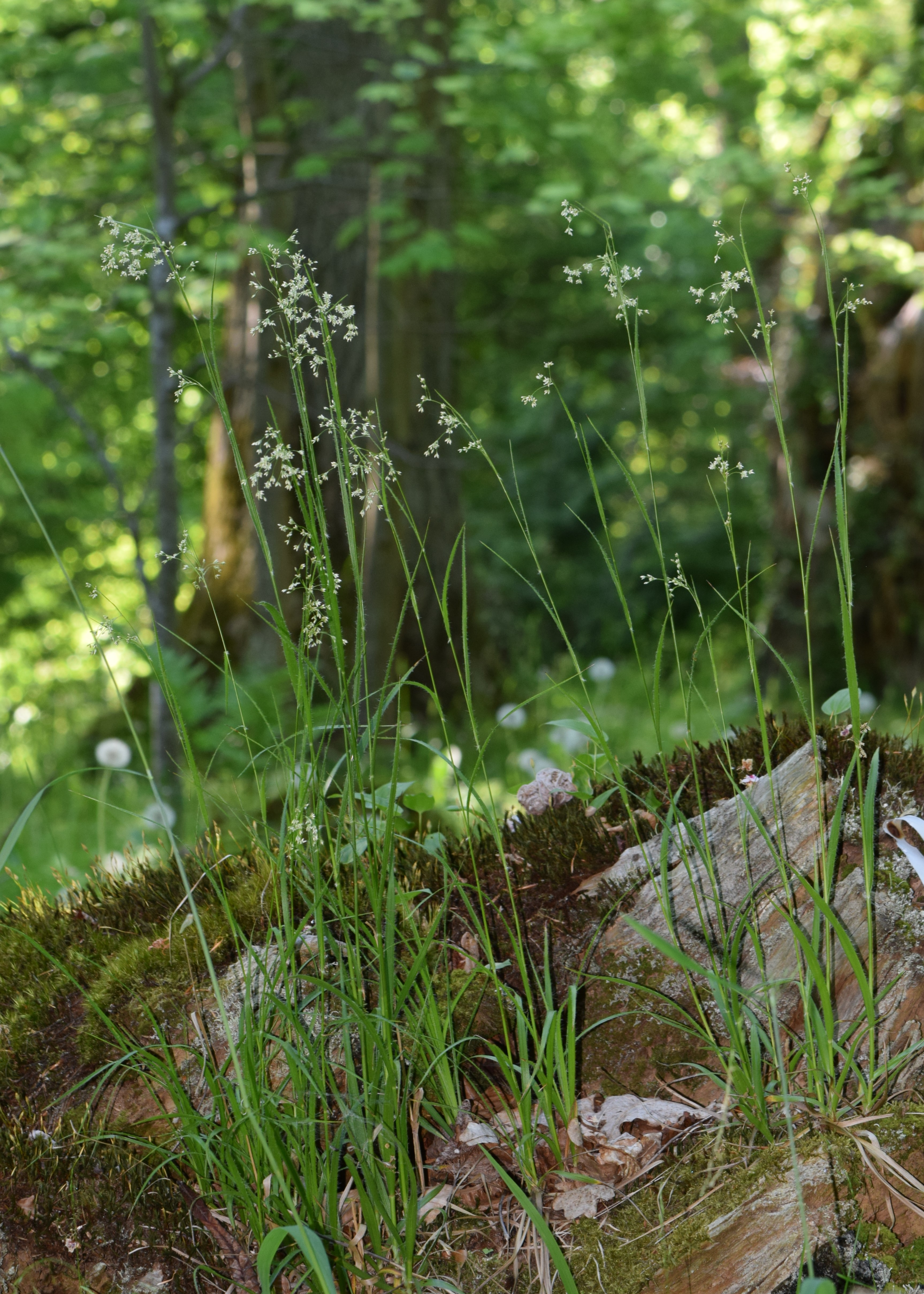
Iarbă albă de pădure (Luzula luzuloides)
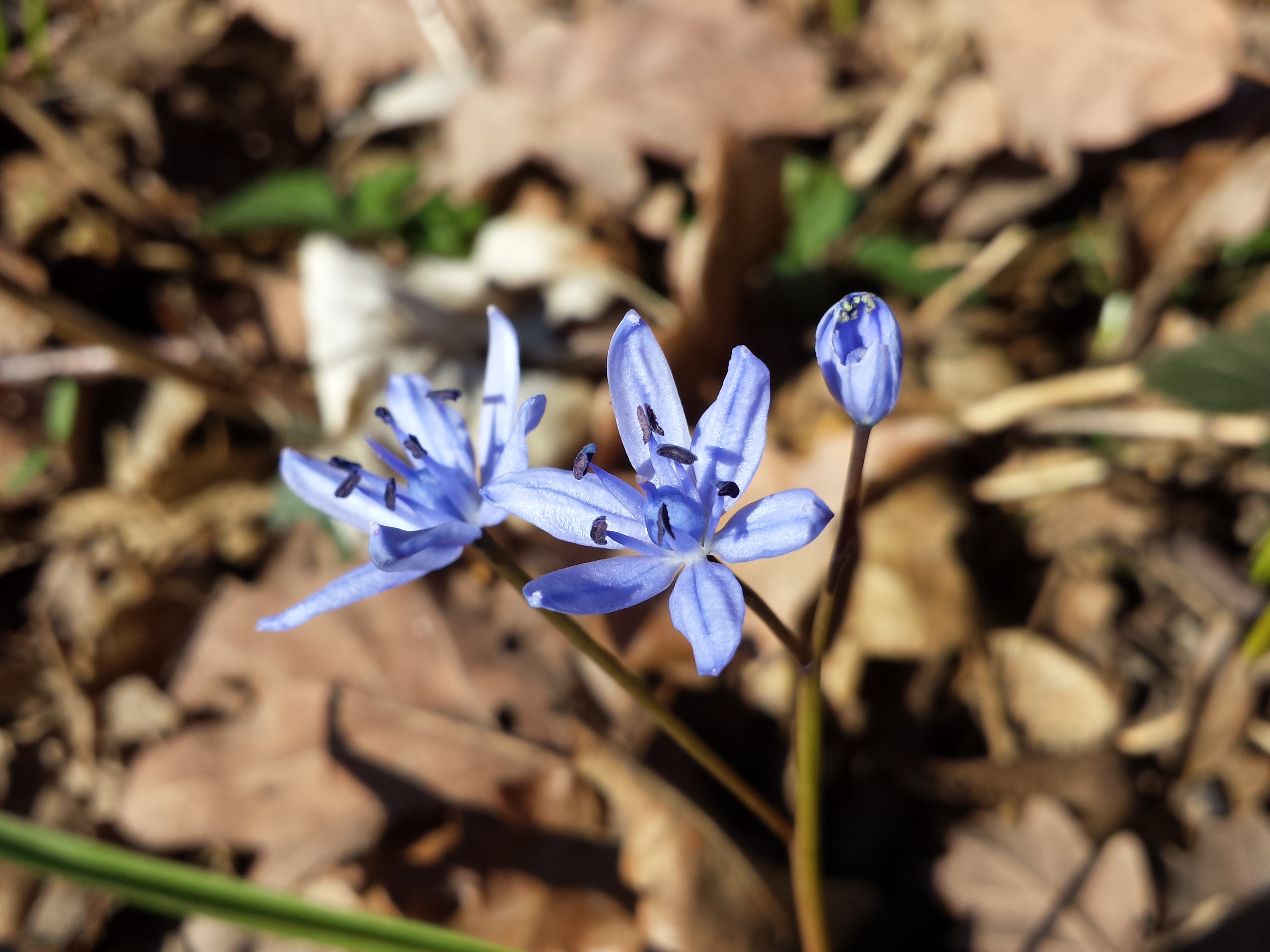
Specie de Scilla
(Scilla drunensis)

Faună
Tipurile de habitat rece-umed din Parcul Național Bükk sunt dominate de elemente boreale, boreo-alpine, montane și carpatice, în timp ce elementele submediteraneene, balcanice și continentale domină versanții sudici ai platoului sau habitatele uscat-calde din sudul lanțului montan. În regiunea Bükk au fost identificate peste 22.000 de specii de animale. Elemente faunistice valoroase sunt speciile endemice care trăiesc numai în pădurile de fag, de ex. subspecii subedemice, precum specia de fluture de fag bükk (în maghiară bükki szerecsenboglárka lepkefajok, Aricia agestis). Diversitatea formelor de relief și a vegetației care s-a dezvoltat pe acestea au făcut posibilă dezvoltarea unei faune bogată în specii.
Dintre pești, mreana vânătă (Barbus meridionalis petenyi), specie endemică din bazinul carpatic, este un locuitor rar al pârâurilor din zona înaltă. Tritonul de munte (Triturus alpestris), care apare sporadic în regiunea montană, este cea mai caracteristică specie de Urodela, pe cale de dispariție, pentru care a fost lansat un program de protejare activă. Cea mai caracteristică specie a ordinului Anura este broasca roșie de munte (Rana temporaria). Dintre speciile de Reptilia se poate evidenția șopârlița de frunzar (Ablepharus kitaibelii fitzingeri), specie endemică locală, care se poate găsi doar în unele părți ale lanțului montan.

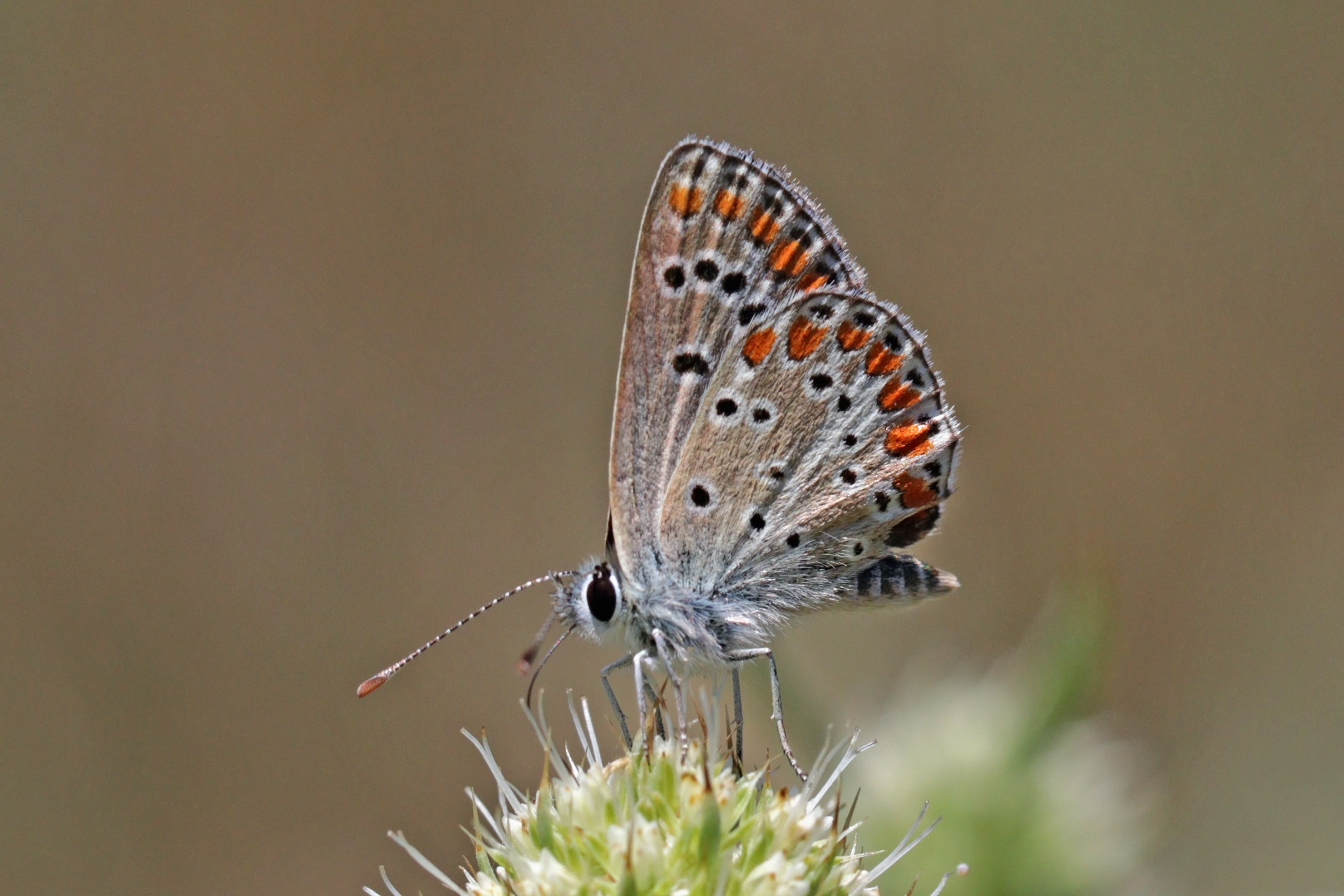
Fluture Argus cafeniu (Aricia agestis)
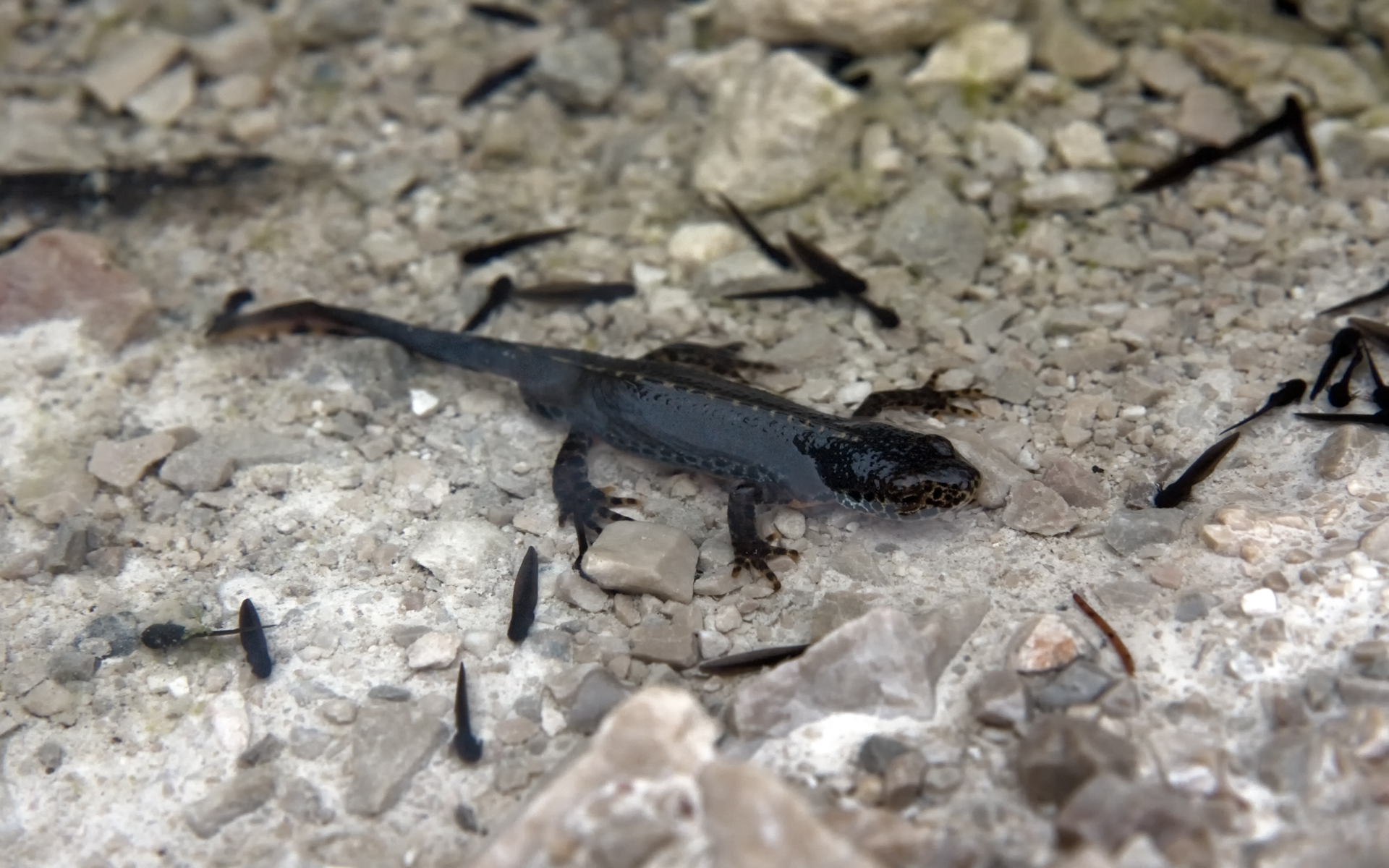
Triton de munte (Triturus alpestris)
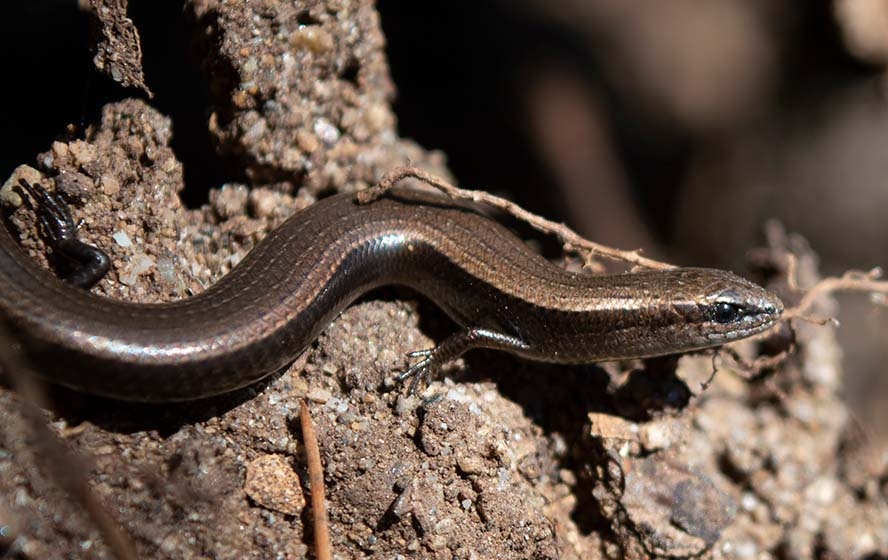
Șopârliță de frunzar (Ablepharus kitaibelii)
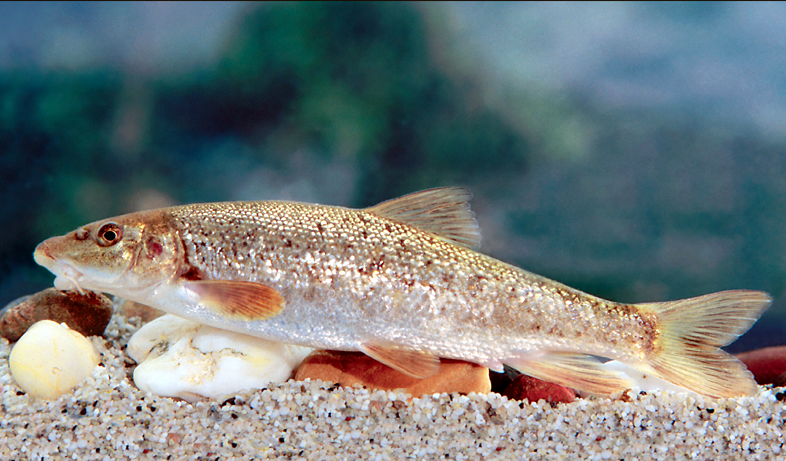
Mreană vânătă (Barbus meridionalis petenyi)
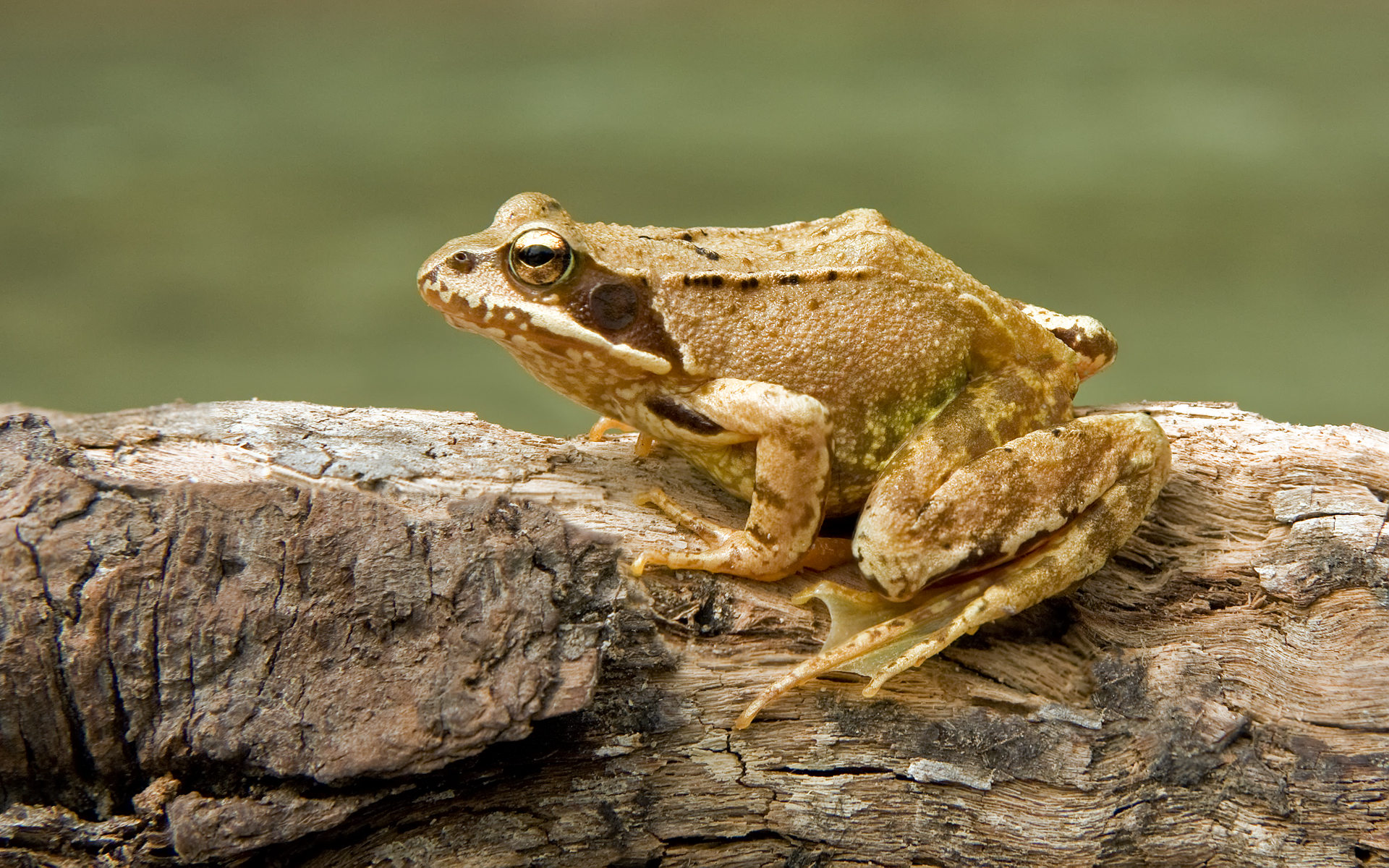
Broască roșie de munte
(Rana temporaria)

Păsările sunt reprezentate de aproximativ 100 de specii care cuibăresc pe teritoriul parcului național. Cele mai importante specii ornitologice ale lanțului montan sunt păsările de pradă diurne (Accipitriformes, Falconiformes) formate dintr-o populație semnificativă de specii pe cale de dispariție. Există programe de conservare pentru acvila de câmp (Aquila heliaca), specie amenințată la nivel global, dar și pentru populațiile celorlalte specii pe cale de dispariție în Europa: acvila țipătoare mică (Aquila pomarina), șerparul (Circaetus gallicus), șoimul dunărean (Falco cherrug), șoimul călător (Falco peregrinus).
Răpitoarele nocturne (Strigiformes) sunt reprezentate în regiunea carpatică de huhurezul mare (Strix uralensis) și minunița (Aegolius funereus). Buha (Bubo bubo), care a dispărut din munți în anii 1970, își reia în prezent fostele zone de reproducere. Dintre ciocănitoare (Piciformes), se evidențiază ciocănitoarea cu spate alb (Dendrocopos leucotos). Muscarul mic (Ficedula parva) este una dintre cele mai rare păsări de pădure, iar una dintre cele mai amenințate specii din parcul național este ierunca (Tetrastes bonasia), cu o populație extrem de redusă.

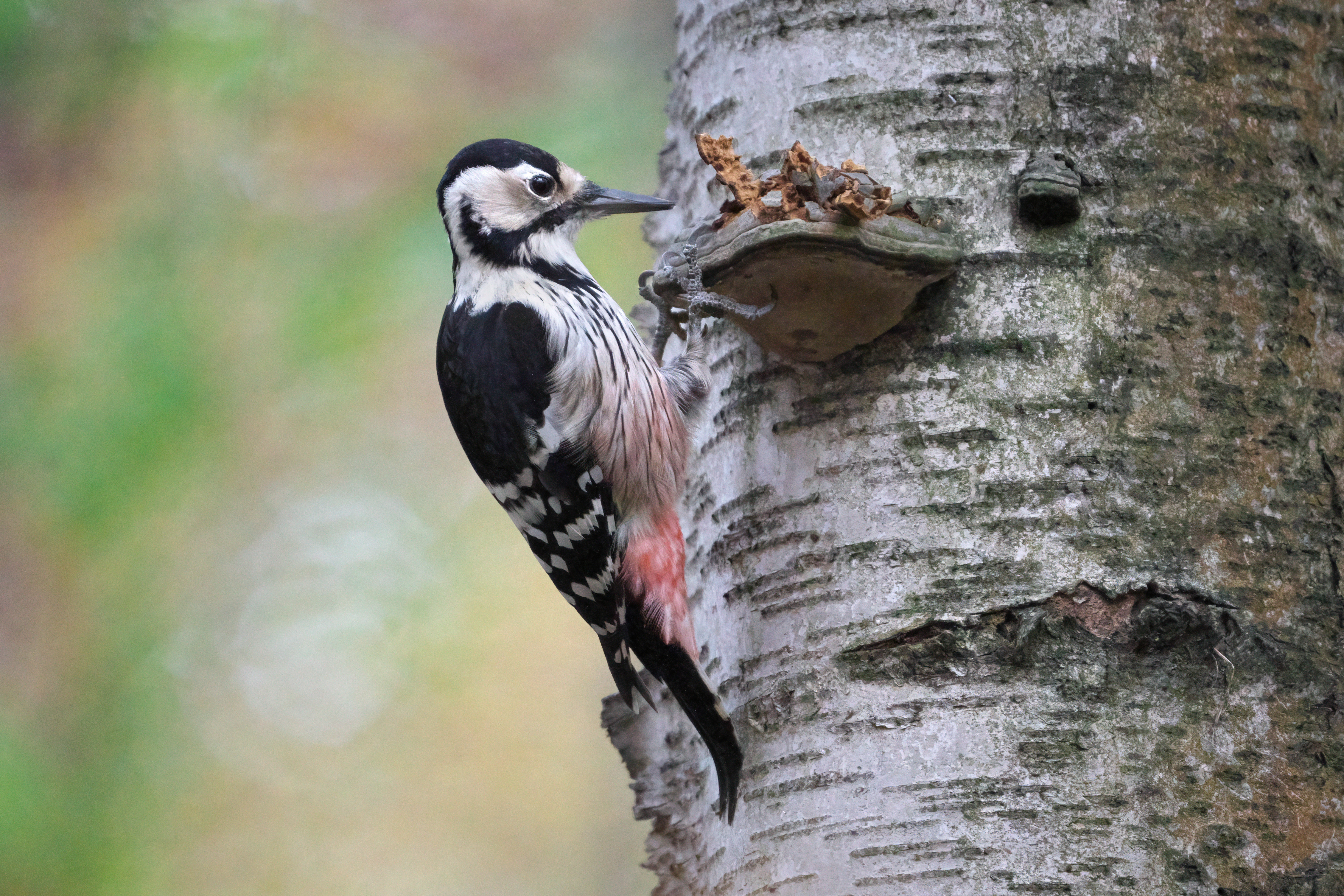
Ciocănitoare cu spate alb (Dendrocopos leucotos)
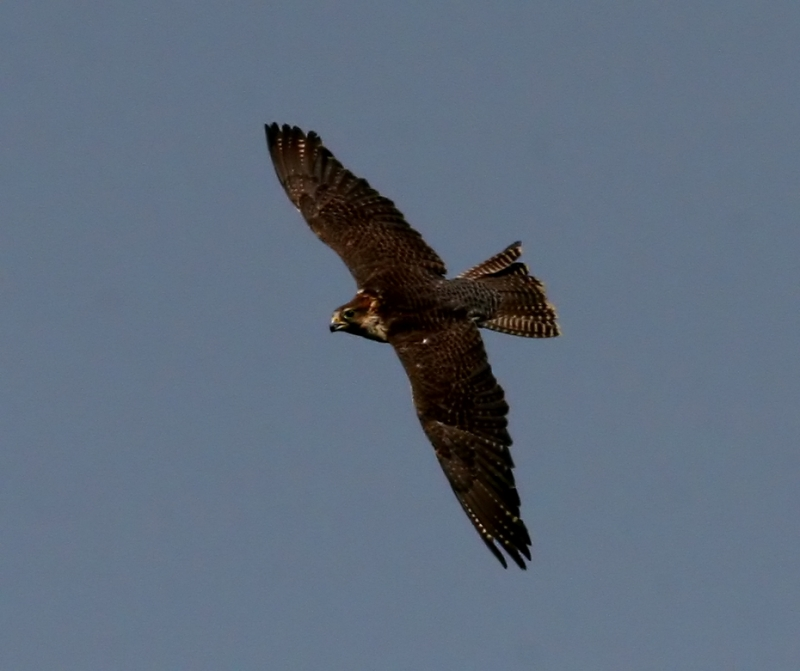
Șoim dunărean (Falco cherrug)
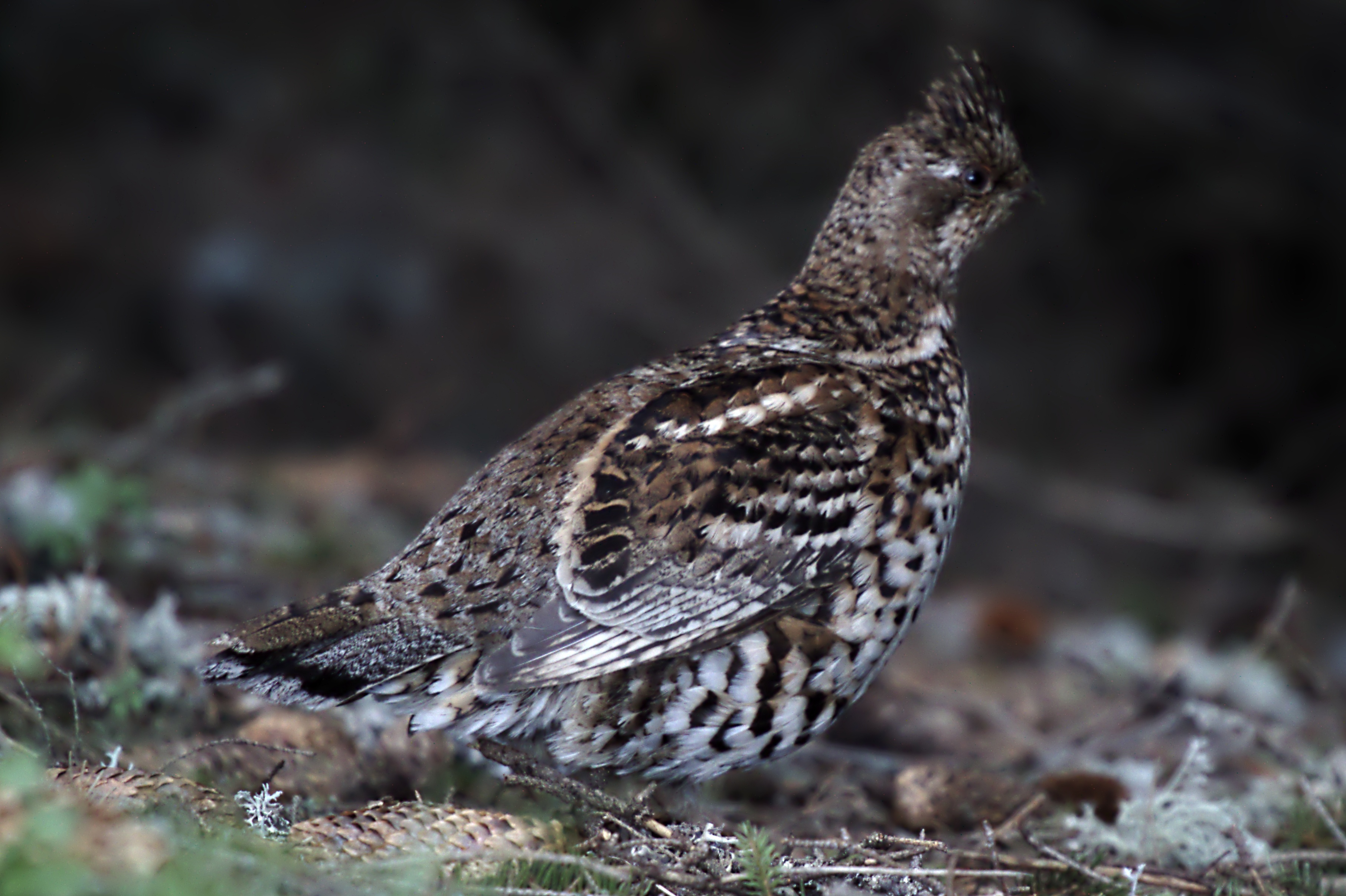
Ieruncă (Tetrastes bonasia)
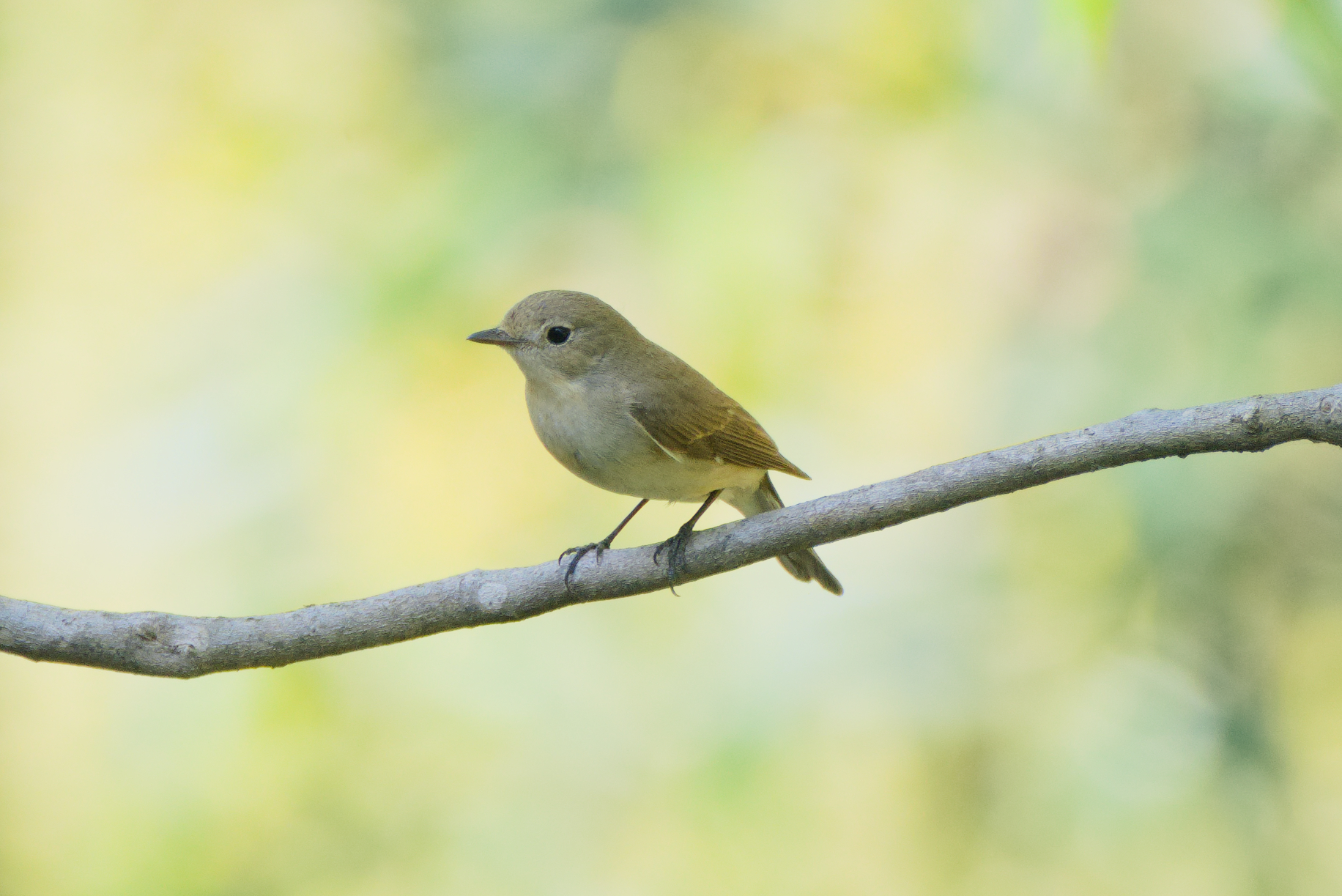
Muscar mic (Ficedula parva)
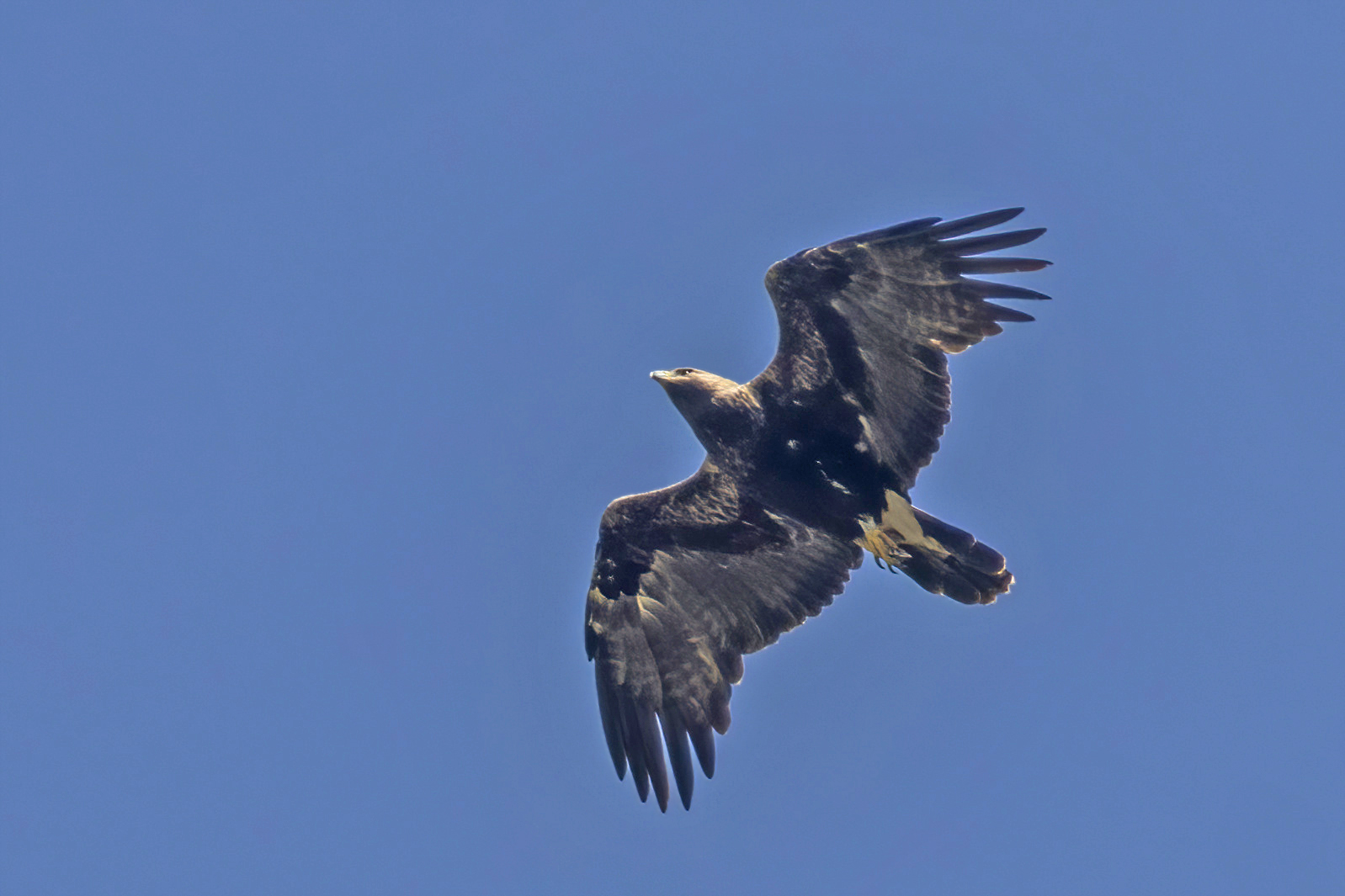
Acvilă de câmp
(Aquila heliaca)

Dintre mamifere, trebuie evidențiați liliecii (Chiroptera), care includ aproape toate speciile locale. Bogăția de specii și numărul semnificativ de exemplare din specii rare în alte părți se datorează suprafețelor întinse și vechi de pădure și sutelor de peșteri. O importanță deosebită este acordată protecției peșterilor în care iernează și se reproduc specii pe cale de dispariție în toată Europa (Miniopterus schreibersi, Rhinolophus euryale).
Dintre mamiferele mari, se întâlnesc cerbul (Cervus elaphus), muflonul (Ovis gmelini) și mistrețul (Sus scrofa). O problemă importantă de conservare a naturii în munți o constituie numărul excesiv de ungulate, care ar putea fi controlate de carnivorele mari care repopulează zona, precum lupul (Canis lupus) și râsul (Lynx lynx).

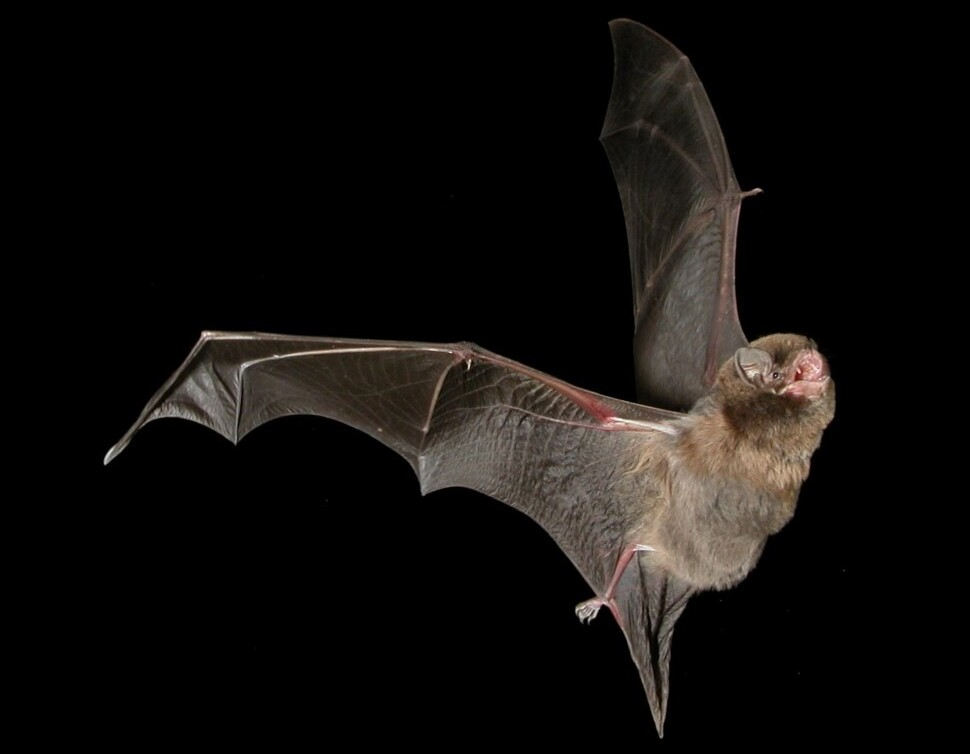
Specie de liliac (Miniopterus schreibersi)
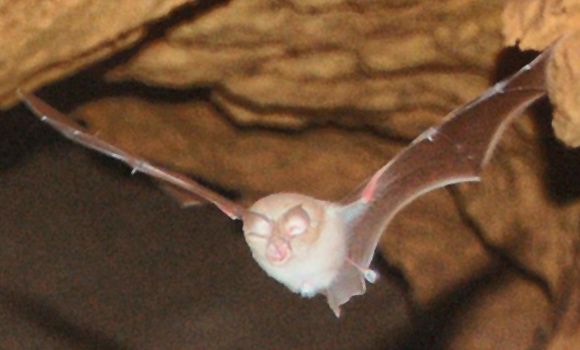
Specie de liliac (Rhinolophus euryale)
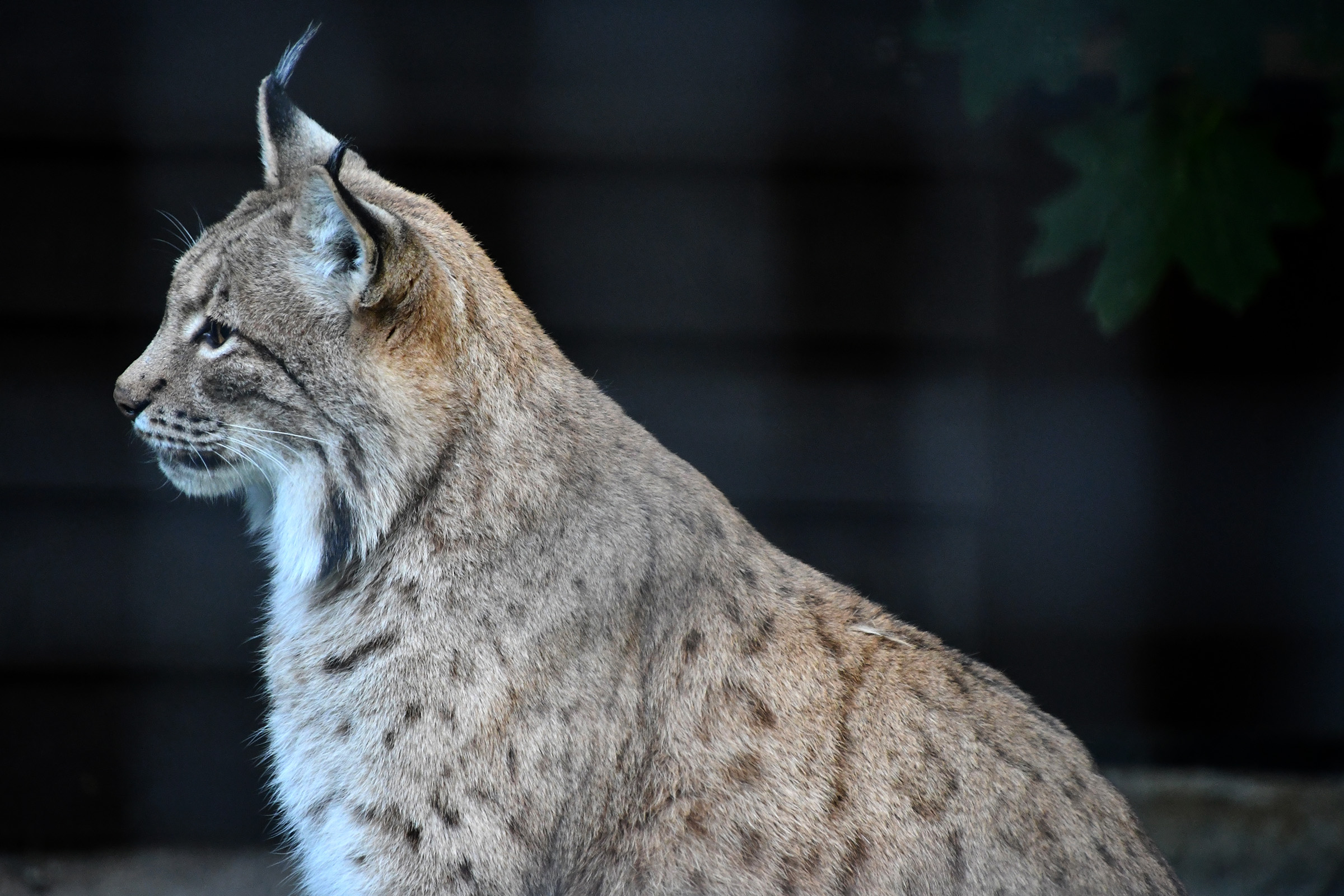
Râs carpatin (Lynx lynx carpathicus)
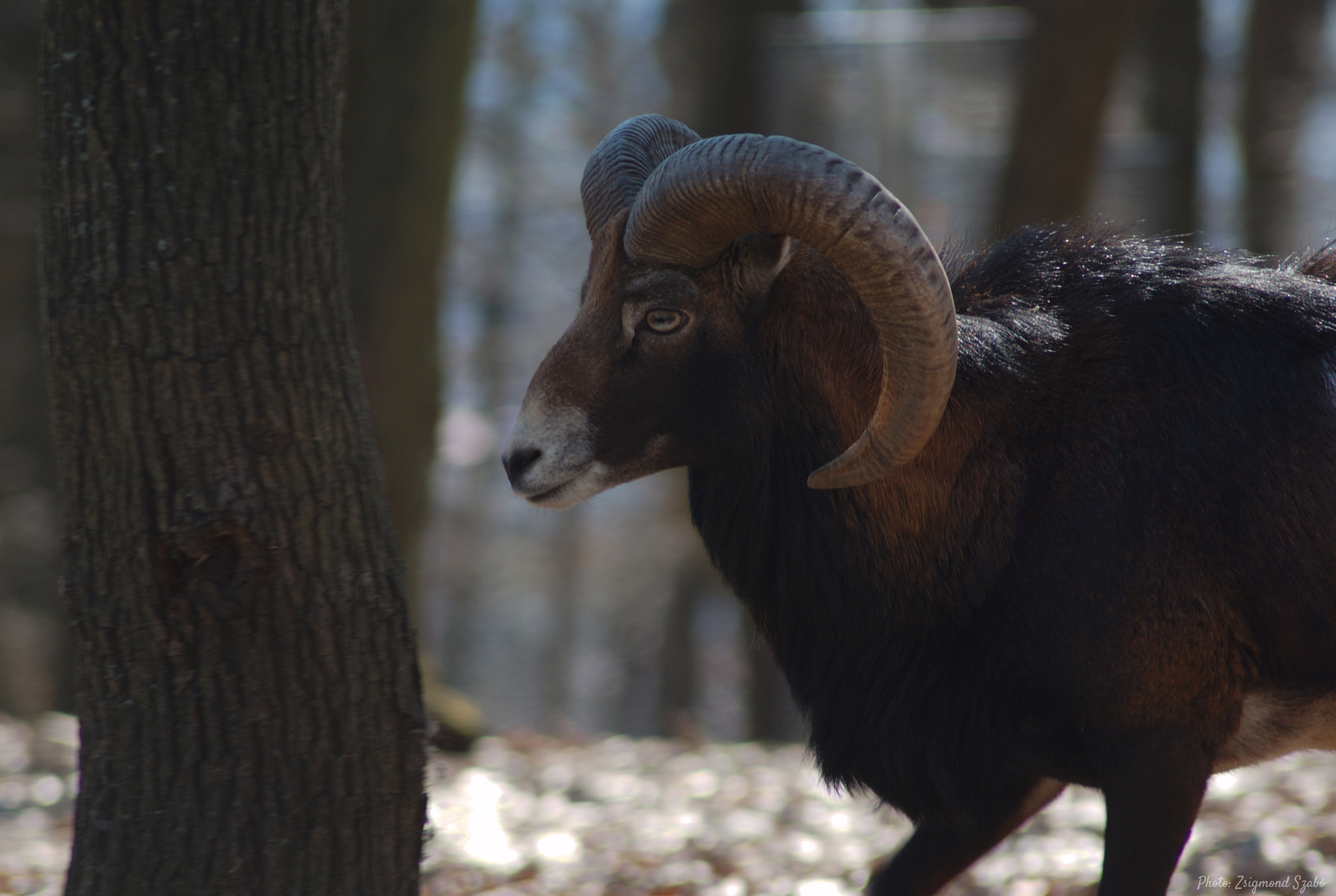
Muflon (Ovis gmelini)
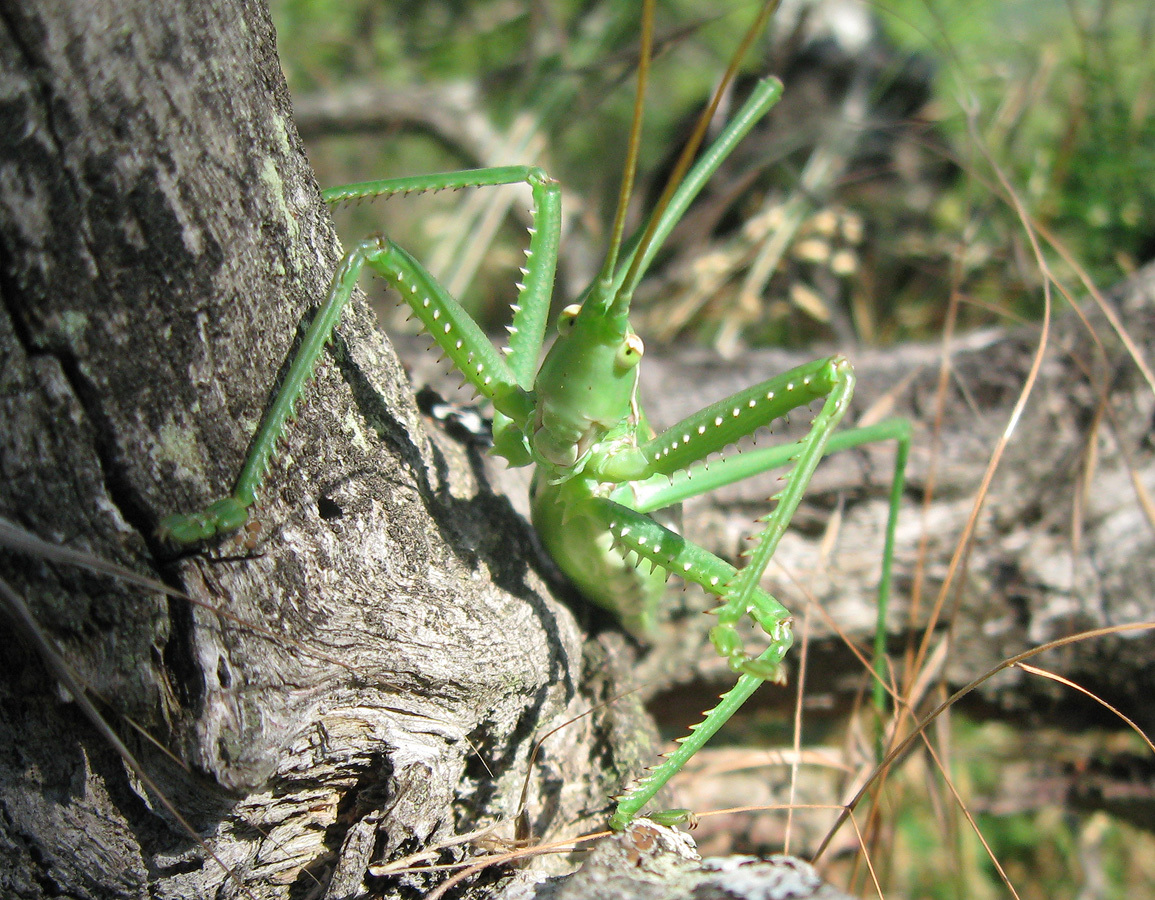
Cosaș de stepă
(Saga pedo)

## Arii protejate
Pe teritoriul Parcului Național Bükk se găsesc mai multe arii protejate de interes național categoriile III, IV și V IUCN.
| Nr. | Denumire                                     | WDPA ID | Înființare | Suprafață (km2) | Observații |
|     |                                              |         |            |                 | |
| --- | -------------------------------------------- | ------- | ---------- | --------------- | --- |
| 1   | Aria Naturală Protejată Lázbérci             | 9555    | 1975       | 37,1            | zona de protecție a peisajului este situată în Munții Upponyi |
| 2   | Aria Naturală Protejată Hollókői             | 9578    | 1977       | 1,51            | include satul Hollókő-Ófalu și castelul Hollókő care reprezintă un sit din Patrimoniul Mondial UNESCO                                                                                            |
| 3   | Aria Naturală Protejată Mátrai               | 11817   | 1985       | 123,83          | include două zone de conservare a naturii de importanță națională, Sár-hegy în Gyöngyös și Nyírjes-tó în Sirok                                                                                   |
| 4   | Aria Naturală Protejată Borsodi Mezőség      | 30729   | 1989       | 184,71          | zona de tranziție între Câmpia Panonică și regiunea Bükk |
| 5   | Aria Naturală Protejată Karancs-Medves       | 30853   | 1989       | 66,66           | include mai multe arii de conservare a naturii: Castelul Salgó, Szilvás-kő, Kercseg-völgy, Földház-tetó, Gortva-völgy, Bárna-patak și sursa râului Zagyva, cel mai lung râu interior din Ungaria |
| 6   | Aria Naturală Protejată Kelet-cserháti       | 30854   | 1989       | 73,11           | include mai multe arii protejate Natura 2000: Meszes-tető, Tepke, Bézma, Csirke-hegy, Kántor-rét și Vár-hegy                                                                                     |
| 7   | Aria Naturală Protejată Kesznyéteni          | 30855   | 1990       | 57,74           | include o zonă de câmpie străbătută de râurile Tisa, Takta, Sajó și Holt-Tisza |
| 8   | Aria Naturală Protejată Hevesi Füves Puszták | 178331  | 1993       | 161,05          | zonă situată între valea Tisei și munții Mátra |
| 9   | Aria Naturală Protejată Tarnavidéki          | 178337  | 1993       | 93,09           | include dealurile Heves-Borsodi |

| Nr. | Denumire                                       | WDPA ID   | Înființare | Suprafață (km2) | Observații |
|     |                                                |           |            |                 |            |
| --- | ---------------------------------------------- | --------- | ---------- | --------------- | ---------- |
| 1   | Rezervația naturală Maconkai-rét               | 555552339 | 2012       | 0,06            |            |
| 2   | Rezervația naturală Erdőtelki Égerláp          | 18933     | 1989       | 0,18            |            |
| 3   | Rezervația naturală Kerecsendi erdő            | 9706      | 1960       | 1,2             |            |
| 4   | Rezervația naturală Gyöngyösi Sár-hegy         | 9710      | 1975       | 4,02            |            |
| 5   | Rezervația naturală Siroki Nyírjes-tó          | 9708      | 1971       | 0,21            |            |
| 6   | Rezervația naturală Szomolyai kaptárkövek      | 9707      | 1960       | 0,05            |            |
| 7   | Rezervația naturală Ipolytarnóci Ősmaradványok | 9705      | 1954       | 5,09            |            |
| 8   | Rezervația naturală Sóshartyáni Hencse-hegy    | 192972    | 2004       | 1,05            |            |
| 9   | Rezervația naturală Bél-kő                     | 555515232 | 2008       | 0,98            |            |
| 10  | Rezervația naturală Márkházapusztai fás legelő | 555515228 | 2007       | 2,72            |            |
| 11  | Rezervația naturală Tardi legelő               | 555515227 | 2007       | 2,86            |            |

| Nr. | Denumire                                                | WDPA ID   | Înființare | Suprafață (km2) | Observații |
|     |                                                         |           |            |                 |            |
| --- | ------------------------------------------------------- | --------- | ---------- | --------------- | ---------- |
| 1   | Monument al naturii Kőlyuk-oldali földtani alapszelvény | 555589748 | 2015       | 0,02            |            |

## Atracții turistice
- Peștera Anna - din 1982 este arie strict protejată. Lungimea peșterii este de 570 m, dar porțiunea care poate fi vizitată este de 208 m. Se pot observa diferite fosile florale și lilieci. Este una dintre puținele peșteri în tuf calcaros existente în întreaga lume. În cazul acestora, peștera nu este formată prin eroziunea rocilor de către apă, ci prin depunerea treptată a calcarului dizolvat în apa pârâului, formându-se astfel pereții peșterii.
- Peștera Szent István - lungimea totală este de 1.514 m, diferența de nivel este de 101 m. Lungimea traseului de vizitare este de 170 m. Peștera a fost formată de apele carstice care au erodat subteranul Marelui Podiș din munții Bükk.
- Parcul Szeleta din Miskolc - cel mai nou spațiu expozițional al Administrației Parcului Național Bükk. Include expoziția intitulată „Secretele de mii de ani ale peșterilor Bükk - Natura omului primitiv”.
- Centrul de vizitare Poarta de Vest - include expoziția interactivă „Carstul și lumea sa vie”.
- Observatorul Astronomic Bükk - cel mai modern observator astronomic vizitabil din Europa Centrală. Include o expoziție astronomică a cărei temă principală este Soarele și o expoziție de meteoriți.
- Turnul Millennium - turn de observație din lemn cu o înălțime totală de 36 m. Înălțimea terasei de observație: 20 metri. Oferă o panoramă cuprinzătoare a împejurimilor.
- Casa Harkály - centru pentru ecoturism și educație ecologică.
- Rezervația naturală fosiliferă Ipolytarnóc - arie protejată din 1944. Sit preistoric distrus de o catastrofă vulcanică în urmă cu 17 milioane de ani. Constituie poarta de intrare în Geoparcul Global UNESCO Novohrad-Nógrád.[11]